# Tour des Flandres
Le Tour des Flandres (en néerlandais : Ronde van Vlaanderen), aussi connu comme « De Ronde » (Le Tour), est une course cycliste sur route annuelle belge, réservée aux professionnels. Il a lieu au début d'avril, en Flandre et est depuis des années une des classiques flandriennes les plus importantes. Le Tour a eu une seule interruption, pendant la Première Guerre mondiale, et est organisé depuis 1919 de manière ininterrompue, la plus longue série de toutes les classiques cyclistes. Il s'agit de la course la plus importante en Flandre. Il fait partie de l'UCI World Tour et est organisé par Flanders Classics. Son surnom est la « Vlaanderens Mooiste » (la plus belle des Flandres). 
Il est l'un des cinq monuments du cyclisme, avec Milan-San Remo, Paris-Roubaix, Liège-Bastogne-Liège et le Tour de Lombardie. Il est également l'une des deux grandes classiques pavées avec Paris-Roubaix, qui a lieu une semaine après le Tour des Flandres.
Sept hommes détiennent le record du nombre de victoires, ce qui rend le Tour des Flandres unique parmi les grandes classiques. Ainsi, les Belges Achiel Buysse, Eric Leman, Johan Museeuw et Tom Boonen, l'Italien Fiorenzo Magni, le Suisse Fabian Cancellara et le Néerlandais Mathieu van der Poel comptent chacun trois victoires.
Depuis 2004, une course féminine, le Tour des Flandres féminin, est organisée chaque année le même jour que les hommes, mais sur une distance plus courte.

## Création
Le Tour des Flandres est créé en 1913 sur une idée de Léon van den Haute, cofondateur l'année précédente du journal sportif SportWereld. À l'époque, il est courant pour les éditeurs de journaux et de magazines, d'organiser des courses cyclistes comme moyen de promotion pour augmenter les ventes. Il est par la suite suggéré que dès le début c'est le journaliste Karel Van Wijnendaele l'organisateur du Tour. Néanmoins, en mai 2013, un mois après l'édition du centenaire, les historiens Stijn Knuts et Pascal Deleye ont révélé que « Leon Van den Haute était l'homme derrière la scène. Karel Van Wijnendaele était l'homme du marketing »,.

### Le Ronde comme un symbole régional
Au début du XXe siècle, le cyclisme est en mauvais état en Belgique. Les vélodromes ferment et les championnats nationaux sur route et sur piste ne sont plus organisés,. La seule grande course belge, Liège-Bastogne-Liège, a lieu en Région wallonne où l'on parle français. Au milieu de ce constat obscur, Odile Defraye devient le premier vainqueur belge du Tour de France en 1912. Il est âgé de 20 ans et, bien qu'il soit sous contrat avec une équipe française, Alcyon, il symbolise un fort potentiel pour le cyclisme belge. La victoire de Defraye inspire August De Maeght, le bourgmestre de Hal et directeur du groupe de presse Société Belge d'Imprimerie, de publier un magazine de sport en langue néerlandaise appelé SportWereld,.

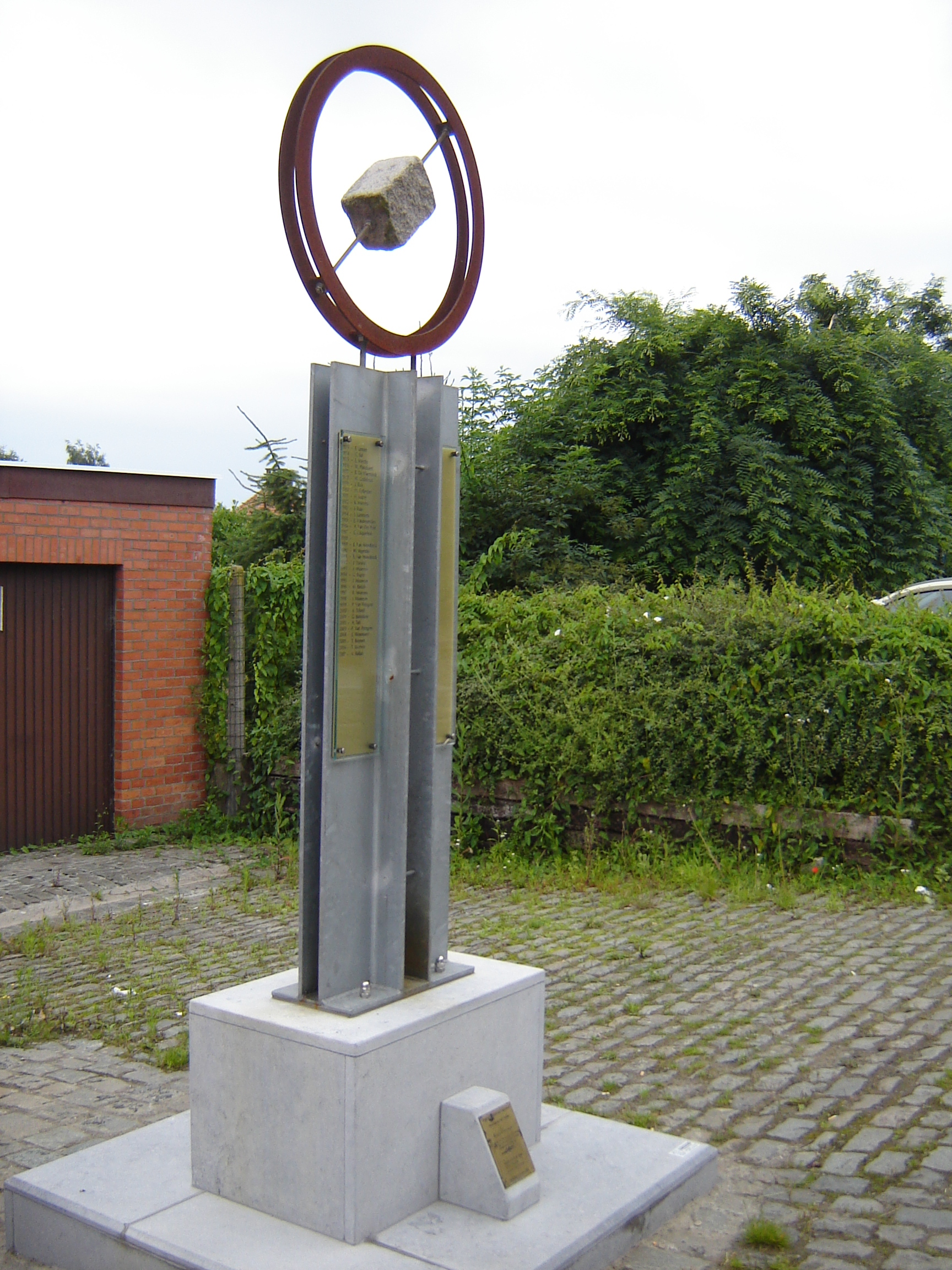
Monument pour le Tour des Flandres sur la Paddestraat, à Velzeke-Ruddershove.

Le plus éminent écrivain cycliste du journal est Carolus (« Karel ») Ludovicus Steyaert, qui écrit sous le pseudonyme de Karel Van Wijnendaele,,. De Wijnendaele est le cinquième enfant d'une famille de 15 frères et sœurs, vivant dans le hameau de Wijnendaele, près de Thourout. Son père, un travailleur de lin, est mort quand Karel avait 18 mois. Il écrit en 1942 : « être né dans une famille pauvre a été ma force. Si vous êtes élevé sans manières et vous savez ce qu'est la faim, vous grandissez assez durement pour résister sur un vélo de course ». Il quitte l'école à 14 ans, travaille pour un boulanger, soigne des vaches, lave des bouteilles et livre des colis. Il travaille pour des familles aisées et parlant français à Bruxelles et Ostende, où il se sent humilié par la façon dont il est traité.
Van Wijnendaele participe à des courses cyclistes et remporte quelques victoires, mais il décide de se tourner vers l'écriture sur le cyclisme comme correspondant régional,. Cela attire l'attention de De Maeght et de son collaborateur, également organisateur de course Leon van den Haute. Ce dernier demande à Van Wijnendaele de le rejoindre sur un nouveau journal : SportWereld. Le premier numéro est lancé juste à temps pour le Championnat des Flandres du 12 septembre 1912. Van Wijnendaele devient son rédacteur en chef le 1er janvier 1913. Il raconte :
« Nous avons pensé qu'il y avait beaucoup que nous pourrions faire dans la région (Flandre). Nous voulions également publier un journal destiné aux Flamands dans leur propre langue et de leur donner confiance au flamand. Nous avons mené une guerre de 10 ans avec la gestion française de la fédération nationale de cyclisme à Bruxelles. Et nous avons gagné. »

### Le Ronde et le nationalisme flamand
Beaucoup de choses ont été écrites sur le lien entre le cyclisme en Flandre et le nationalisme flamand. Van Wijnendaele voulait créer une course tracée entièrement sur le sol flamand, traversant autant de villes que possible, parce que « toutes les villes flamandes doivent contribuer à la libération du peuple flamand ».
Le Tour des Flandres est la seule classique à s'être tenue sur un territoire occupé par les Allemands pendant la Seconde Guerre mondiale et ceci avec l'accord du commandement allemand. Les Allemands ont non seulement autorisé et apprécié la course, mais ils ont également aidé la police sur le parcours. Cela a mené à des accusations de collaboration à une période où de nombreux nationalistes flamands avaient des liens étroits avec l'Allemagne nazie,. Après la guerre, De Standaard et Het Algemeen Nieuws-Sportwereld sont placés sous séquestre par l'État et plusieurs journalistes, en grande partie des journalistes non-sportifs, sont condamnés pour collaboration. Van Wijnendaele est même interdit à vie de travailler en tant que journaliste, une interdiction levée lorsqu'il présente une lettre de soutien du général Montgomery, confirmant qu'il avait caché des pilotes britanniques abattus pendant la guerre et les avait protégés dans sa maison.
Un journal flamand rival, Het Volk, créé l'Omloop van Vlaanderen en 1945. Het Volk, journal de gauche, veut lancer une nouvelle épreuve de cyclisme en Flandre, une course rivale, parce qu'il considère le Ronde trop proche des nazis. L'organisateur du Ronde prétend de son côté que le nom est trop proche du leur — en néerlandais, il y a peu de différence entre Ronde et Omloop. La fédération cycliste belge, demande finalement au journal Het Volk de changer le nom de l'événement. Cette course devient le Circuit Het Volk, qui est de nos jours la course d'ouverture de la saison cycliste belge.

## Histoire de la course

### Les premières courses
Le 25 mai 1913, Karel van Wijnendele donne le départ du premier Tour des Flandres, qui traverse les deux provinces de l'Ouest de la Flandre. La course commence à six heures du matin, à Gand et se termine à Mariakerke, qui est aujourd'hui une banlieue de Gand. Le parcours est de 330 kilomètres, le tout sur de mauvaises routes avec juste quelques pistes cyclables occasionnelles. L'arrivée est située sur un vélodrome en bois entouré d'un étang à Mariakerke, où les ventes de billets vont couvrir seulement la moitié des prix octroyés.

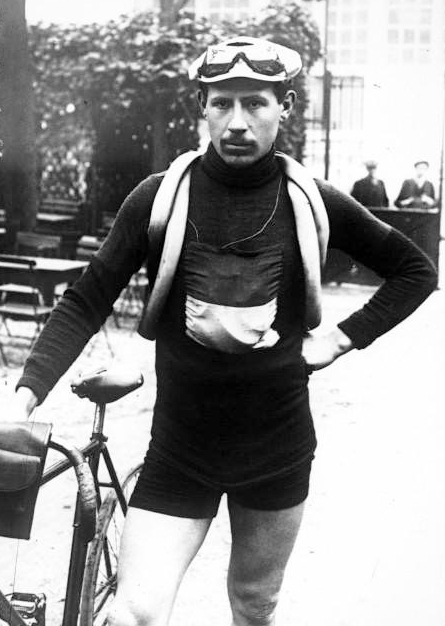
Marcel Buysse, vainqueur du deuxième Tour des Flandres, ici photographié en 1913

La première course en 1913 est remportée par le coureur belge de 25 ans Paul Deman. Il s'impose au sprint au sein d'un groupe de cinq hommes, après plus de 12 heures de course. Deman remporte l'année suivante Bordeaux-Paris, une autre grande course, mais sa carrière faillit prendre fin avec la Première Guerre mondiale. Il devient espion et rejoint l'effort de guerre souterrain en Belgique. Il fait passer à vélo des messages codés aux alliés qui se trouvent aux Pays-Bas. Ces messages sont dissimulés dans sa dent en or. Après de nombreux voyages, il est arrêté par les Allemands, emprisonné à Louvain et détenu en vue de son exécution. L'armistice de 1918 lui sauve la vie. Il court à nouveau et remporte Paris-Roubaix en 1920 et Paris-Tours en 1923.
Les premières éditions de l'épreuve ne sont pas un grand succès : seuls 37 coureurs participent en 1913, suivis par cinq voitures d'assistance. En 1914, le peloton au départ n'est que de 47 coureurs et l'organisation a du mal à trouver suffisamment de ressources financières. Un van Wijnendaele déçu raconte plus tard :
« Sportwereld était si jeune et si petit pour le grand Ronde que nous souhaitions. Nous avions eu les yeux plus gros que le ventre. Il était difficile, de voir un groupe de coureurs de seconde classe courir dans toute la Flandre, en grattant une poignée de centimes pour aider à couvrir les coûts. La même chose est arrivée en 1914. Pas de van Hauwaert, pas de Masselis, pas de Defraeye, pas de Masson, pas de Mottiat, pas de Vandenberghe, tous étaient interdits de participation par leurs sponsors de vélo français. »
Cependant, au fil des éditions, la course devient de plus en plus un symbole du nationalisme flamand. Ainsi, Marcel Buysse, l'une des icônes de la Flandre au début du XXe siècle, insiste pour participer à la course, même si son équipe française Alcyon avait ordonné aux coureurs belges de ne pas s'inscrire. Buysse prend part à la deuxième édition en 1914 comme l'un des favoris et remporte le sprint à huit sur le vélodrome d'Evergem, dans les environs de Gand. La distance avait été réduite à 264 kilomètres.

### Naissance d'une légende
Pendant la Première Guerre mondiale la course connaît ses seules interruptions, puis elle reprend à nouveau sans interruption à partir de 1919. Les éditions d'entre-deux guerres sont marquées par l'épouvantable état des routes et les paysages macabres causées par la guerre dans la Flandre, ce qui n'empêche pas le Tour des Flandres de gagner rapidement en popularité.
Dans les années 1920, les spécialistes de la piste flamands dominent la course. Gérard Debaets, un spécialiste des courses de six jours sur le circuit américain, s'adjuge la course à deux reprises, la première fois en étant l'un des 17 derniers coureurs d'une course marquée par des conditions météorologiques effroyables. Le Tour des Flandres n'est alors encore qu'une course ignorée des étrangers. Les principaux constructeurs de cycles français y font leur entrée en 1920. Le premier vainqueur étranger est le Suisse Heiri Suter, en 1923. Il s'impose juste une semaine avant de réaliser le premier doublé en gagnant Paris-Roubaix dans la foulée. En 1926, un groupe de dix coureurs se jouent la victoire à l'arrivée. Cinq d'entre eux chutent lourdement et c'est Denis Verschueren, pour sa première course en tant que professionnel, qui remporte la course.
Le départ et l'arrivée de la course à Gand attirent des foules immenses et à la fin des années 1920, le Ronde est devenu la journée phare de la saison de cyclisme en Flandre.

### Victime de son succès
Si les premiers Tour des Flandres ont un succès limité auprès du public, lors des années 1930, sa popularité grandit de façon aussi spectaculaire que les vastes masses de spectateurs le long des routes et les voitures suiveuses ont transformé le Tour des Flandres en un véritable festival culturel. En 1933, on compte 164 participants et sept fois plus de voitures et de motos dans la caravane de la course. Cet essor de l'événement cause d'inévitables problèmes de sécurité. En 1937, l'écrivain et l'icône littéraire flamande Stijn Streuvels écrit à Sportwereld que le Ronde, qu'il voit passer devant sa maison à Ingooigem, est « plus une procession de voitures que de coureurs »
L'Historien Rik Vanwalleghem parle d'un « rodéo sauvage » de spectateurs, conduisant derrière la course et cherchant des raccourcis à travers le parcours pour voir la course à plusieurs reprises. Il raconte que la police estime à 500 000 personnes, le nombre de spectateurs sur certaines éditions. Les gens suivent la course dans les voitures, dépassent quand ils le peuvent, ou se garent au bord de la route dans les villages à des endroits où les coureurs ont parfois du mal à passer.
Van Wijnendaele implique la gendarmerie en 1933, mais avec un effet limité. L'édition 1937 est exceptionnellement chaotique avec plusieurs accidents obligeant les organisateurs à faire appel à la police motorisée durant toute la course. Depuis lors, la situation commence à s'améliorer quelque peu.
Sur le plan sportif, la course devient de plus en plus internationale avec des participants venant de France, d'Allemagne, d'Italie, des Pays-Bas, de Suisse et de Tchécoslovaquie. Cependant les Belges continuent à dominer et Romain Gijssels est le premier à remporter le Tour des Flandres de deux fois consécutivement. Les éditions de 1934 et 1935 sont exceptionnellement pluvieuses, poussant les coureurs dans leurs derniers retranchements.

#### Conditions pour les coureurs
Le Ronde, dans ses premières années, utilise la règle générale selon laquelle chaque coureur est responsable de ses propres problèmes. L'aide des autres coureurs est proscrite et ils sont obligés de porter des pneus de rechange autour de leurs épaules ou de leur cou pour faire face aux crevaisons. Ils mettent deux à trois minutes pour changer et gonfler un pneu, mais cela peut prendre plus de temps s'il fait froid ou qu'il y a d'autres problèmes. Les pneus pèsent environ 500 g (contre actuellement environ 200 g). Une jante ou toute autre partie du vélo qui se casse signifie bien souvent la fin de la course.
Les conditions s'améliorent dans les années 1930 et les coureurs sont autorisés à récupérer une veste de pluie, un pneu de rechange et une pompe, mais seulement en cas d'urgence et à la discrétion des juges. Un changement de vélo est autorisé si le cadre, une roue ou le guidon se brise, mais les coureurs continuent généralement à rouler avec des pneus de rechange et une pompe. Dans les années 1940, les participants doivent remettre leurs vélos aux commissaires le jour avant la course pour qu'ils identifient avec un plomb, puis plus tard avec une bague semblable à celle équipant les pigeons voyageurs. De cette façon, les juges ou les commissaires peuvent vérifier si un coureur n'a pas changé illégalement de vélo.
Le Tour des Flandres modernise ses règles en 1951. Les coureurs sont autorisés à recevoir une aide limitée des voitures de l'équipe et d'autres personnes de l'équipe sur le bord de la route. En 1955, il est possible d'accepter un vélo de remplacement d'un coéquipier, mais pas de la voiture suiveuse. Les règles changent d'année en année jusqu'à la fin des années 1950, elles sont désormais celles utilisées aujourd'hui.

#### Prix
Les primes octroyées pour la première course en 1913 sont de 1 100 francs belges. En 1935, les honoraires et les primes sont augmentés à 12 500 francs, dont 2 500 pour le gagnant et jusqu'à 125 francs pour le 19e (à cette époque un journal coûte 40 cents). En 1938, un bonus de 100 francs est mis en jeu pour tout coureur avec une avance de 30 minutes. Les prix pendant les années de guerre comprennent tout ce que les organisateurs peuvent trouver, y compris des boîtes de rasoirs, un poêle, des bouteilles de vin et du matériel de cyclisme. En 1948, 100 francs sont attribués « pour le dernier coureur à atteindre l'arrivée à Eeklo ». Les quatre derniers coureurs en 1949 reçoivent des bouteilles d'huile de massage.

### Années 1940: guerre et résurrection

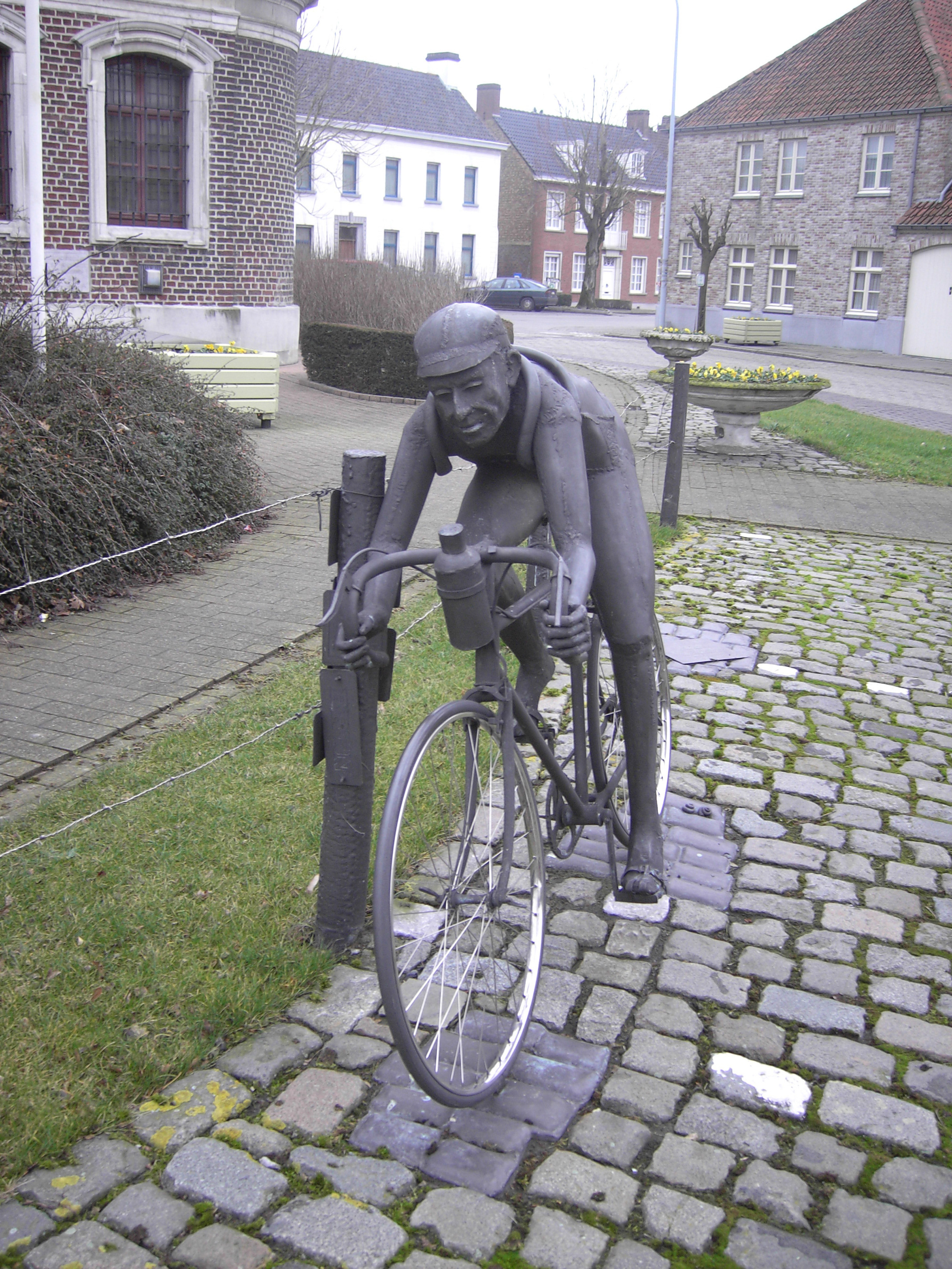
Statue en honneur de Briek Schotte à Kanegem

Alors que la Seconde Guerre mondiale se déclare, en 1939, le Sportwereld fusionne avec le journal Het Nieuwsblad (un quotidien populaire), qui devient ainsi propriétaire de la course. En mai 1940, les troupes allemandes occupent la Belgique. Le gouvernement s'échappe à Londres et le roi est placé en résidence surveillée. De nombreux événements sportifs sont annulés, mais Het Nieuwsblad continue à organiser le Tour des Flandres en accord avec le commandement allemand.
La première course en temps guerre a lieu en 1941 est remportée par Achiel Buysse. En raison des restrictions sur la route, son parcours modifié fait passer les coureurs sur des sentiers et des crêtes en mauvais état, avec le départ et l'arrivée à Gand, sur une distance de seulement 198 kilomètres.
Malgré les conditions de guerre, les années 1940 sont le théâtre remarquable d'exploits de certains des champions les plus notoires de la course. Achiel Buysse devient le premier coureur à remporter trois fois l'épreuve. Albéric Schotte et Rik Van Steenbergen remportent deux victoires et deviennent les figures de proue du cyclisme belge. Schotte lie son nom de façon indélébile à la course en totalisant 20 participations, huit podiums, deux victoires et plusieurs exploits mémorables. En 1944, le jeune Rik Van Steenbergen contrôle la course, distance son rival Albéric Schotte dans les derniers kilomètres et stupéfait les suiveurs en devenant le plus jeune vainqueur de la course à 19 ans.
En 1948, on compte un nombre record de 265 participants, dont 50 non-Belges. Albéric Schotte gagne son deuxième Ronde.

### Années 1950: une classique internationale
En 1947, les journaux L'Équipe, La Gazzetta dello Sport, Het Nieuwsblad-Sportwereld et Les Sports décident de créer le Challenge Desgrange-Colombo, une compétition par points rassemblant les courses qu'ils organisent, afin d'inciter les meilleurs coureurs à prendre part à chacune d'entre elles. Grâce à cette initiative, le Tour des Flandres devient une des principales classiques du calendrier cycliste et obtient le statut d'une classique internationale.
Depuis les années 1920, le Tour des Flandres est parfois organisée en même temps que la classique italienne Milan-San Remo et souffre de cette concurrence. Milan-San Remo est la plus grande classique cycliste organisée en Italie. Les coureurs italiens et français de premier plan la privilégient, ce qui explique pourquoi il n'y a qu'un seul vainqueur du Ronde non-belge avant la guerre. Les organisateurs changent la date pour répondre aux besoins de la Challenge Desgrange-Colombo.
L'Italien Fiorenzo Magni est le premier représentant de cette internationalisation. Le Toscan réalise un exploit sans précédent en s'adjugeant trois victoires consécutives en seulement quatre participations. Les Ronde de 1950 et 1951 donnent le ton, avec des victoires en solitaire de l'Italien par temps froid. En 1951, Magni attaque à 75 kilomètres de l'arrivée et laisse son poursuivant, le Français Bernard Gauthier, à 5 minutes et 35 secondes. Attilio Redolfi arrive en troisième position à plus de 10 minutes de Magni. En 1955, le légendaire Louison Bobet, alors double vainqueur du Tour de France, devient le premier lauréat français. Un autre Français, Jean Forestier, remporte l'épreuve l'année suivante. Les fans flamands ont besoin de temps pour s'habituer aux victoires des nombreux coureurs étrangers, mais le prestige international de la course augmente rapidement.

### Années 1960: une popularité croissante
En 1961, Tom Simpson est le premier vainqueur britannique lors d'un sprint à deux très controversé avec l'Italien Nino Defilippis. Defilippis est le sprinteur le plus rapide des deux, mais lors du sprint, il cesse de pédaler trop tôt, car la bannière d'arrivée avait été soufflée par le vent et laisse la victoire à Simpson,.
L'affluence de spectateurs n'a jamais pris fin. Les foules se tiennent dans des masses énormes le long des routes et l'arrivée est déplacée à Gentbrugge, afin de faire face au nombre toujours croissant de spectateurs. Rik Van Looy remporte sa deuxième victoire en 1962, en tant que champion du monde au milieu des hordes de fans, honorant son statut de porte-drapeau du cyclisme belge.
En 1969, le jeune Eddy Merckx, en route pour la légende du cyclisme, reprend ce rôle quand il s'échappe du peloton avec encore 73 kilomètres à parcourir. Par mauvais temps, et malgré l'opposition de son manager d'équipe, il maintient son effort et s'adjuge la course avec 5 minutes et 36 secondes d'avance sur Felice Gimondi, le plus grand écart de l'histoire,.

### Années 1970: controverses et dopage
Dans les années 1970, le Tour des Flandres est à la recherche d'une nouvelle identité. Petit à petit, les routes et les monts traditionnels empruntés par le parcours sont asphaltées, ce qui affecte la dureté de la course et de plus en plus de coureurs sont en mesure de suivre le meilleur. Eric Leman devient le héros local, lorsqu'il gagne trois fois en quatre ans la course, égalant ainsi le record de Buysse et de Magni. Spécialiste du sprint, Leman devance Eddy Merckx au sein d'un groupe restreint sur chacune de ses victoires, au grand mécontentement des supporters et des organisateurs.

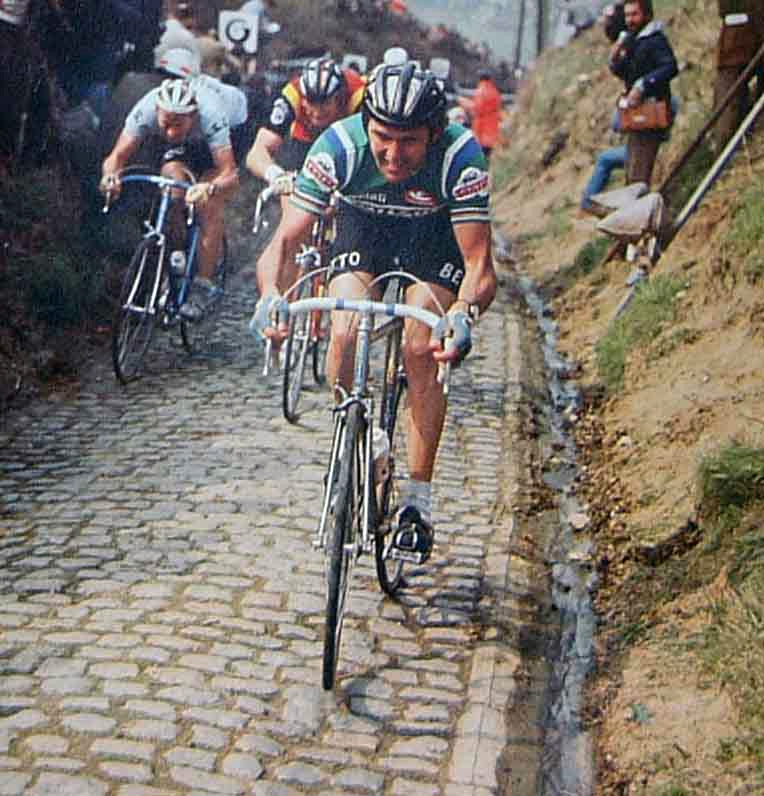
Le Belge Roger De Vlaeminck grimpant le Koppenberg en 1977.

Afin de préserver le caractère spécifique du Ronde, les organisateurs augmentent le nombre de monts et recherchent des nouvelles routes de campagne dans les Ardennes flamandes. En 1973, l'arrivée est déplacée à Meerbeke, pas loin après le Mur de Grammont, qui devient une montée emblématique de la course et du cyclisme belge. Trois ans plus tard, le controversé Koppenberg est ajouté.
Il marque le début de certaines éditions mythiques de la course. En 1975, Eddy Merckx ajoute sa deuxième victoire après un raid mémorable. Auréolé du maillot arc-en-ciel, il s'échappe du peloton avec Frans Verbeeck avec encore 104 km à rouler, avant de distancer son compatriote 6 km avant Meerbeke,. En 1976, Freddy Maertens et Roger De Vlaeminck, deux des stars belges, font partie d'un groupe de cinq hommes, où ils sont les favoris pour remporter le sprint. Mais les deux coureurs se marquent et se laissent conjointement distancer à quatre kilomètres de l'arrivée. Walter Planckaert remporte le sprint à trois devant l'Italien Francesco Moser et Marc Demeyer. De Vlaeminck bat Maertens pour la quatrième place, reconnaissant son erreur, mais déclare qu'il « ne voulait pas que Maertens gagne ».
En 1977, leur rivalité prend une tournure différente, qui aboutit à une course particulière,. Maertens crève sur le Koppenberg et récupère une roue auprès d'un spectateur qui le pousse jusqu'au sommet. De Vlaeminck s'échappe, mais perce peu après et voit le retour de Maertens. Comme les deux coureurs se retrouvent seuls à l'avant de la course, De Vlaeminck refuse de collaborer. Pendant 70 km, Maertens emmène le duo jusqu'à l'arrivée avec De Vlaeminck dans sa roue et ce dernier le bat facilement au sprint. Il s'agit de la seule victoire de De Vlaeminck. À ce jour, les deux protagonistes font des déclarations contradictoires au sujet de ce qui est arrivé. Maertens déclare que les commissaires lui ont dit qu'il serait disqualifié pour son changement de roue illégal et que De Vlaeminck lui a offert 300 000 francs pour qu'il roule jusqu'à l'arrivée. De son côté De Vlaeminck nie les faits, disant que sa tactique était de rester dans la roue de Maertens, qu'il considérait comme le meilleur sprinteur. Après la course, la controverse s'est accentuée encore plus, lorsque Maertens et le troisième Walter Planckaert sont testés positifs au contrôle antidopage et sont tous deux disqualifiés.

### Années 1980: Néerlandais contre Belges
Les années 1980 sont monopolisées par les coureurs néerlandais et belges. Le Néerlandais Jan Raas remporte l'épreuve à deux reprises et, en 1986, Adrie van der Poel décroche la cinquième victoire en sept ans pour un coureur néerlandais. Van der Poel bat l'Irlandais Sean Kelly et le Canadien Steve Bauer dans un sprint à quatre.
Cependant, la décennie reste dans les mémoires pour l'édition apocalyptique de 1985, remportée par Eric Vanderaerden. Le coureur belge de 23 ans casse sa roue avant le Koppenberg, mais il revient à l'avant de la course dans un groupe avec Hennie Kuiper, Greg LeMond et son coéquipier Phil Anderson. Vanderaerden, considéré comme un sprinteur, attaque dans le Mur de Grammont et s'impose après un effort en solitaire de 20 kilomètres. La course gagne une place dans la légende du cyclisme car une violente tempête éclate dans la deuxième moitié de la course, avec des vents forts et des pluies torrentielles qui ravagent le peloton. Seulement 24 des 174 partants terminent la course, le nombre le plus bas pour une édition d'après-guerre.
En 1987, Claude Criquielion devient le premier vainqueur belge de langue française, grâce à une attaque après le Bosberg, reléguant ainsi à nouveau Sean Kelly à la deuxième place. Le spécialiste des classiques Kelly termine deuxième de l'épreuve à trois reprises, le Ronde restant la seule « classique Monument » qu'il n'a jamais gagnée.

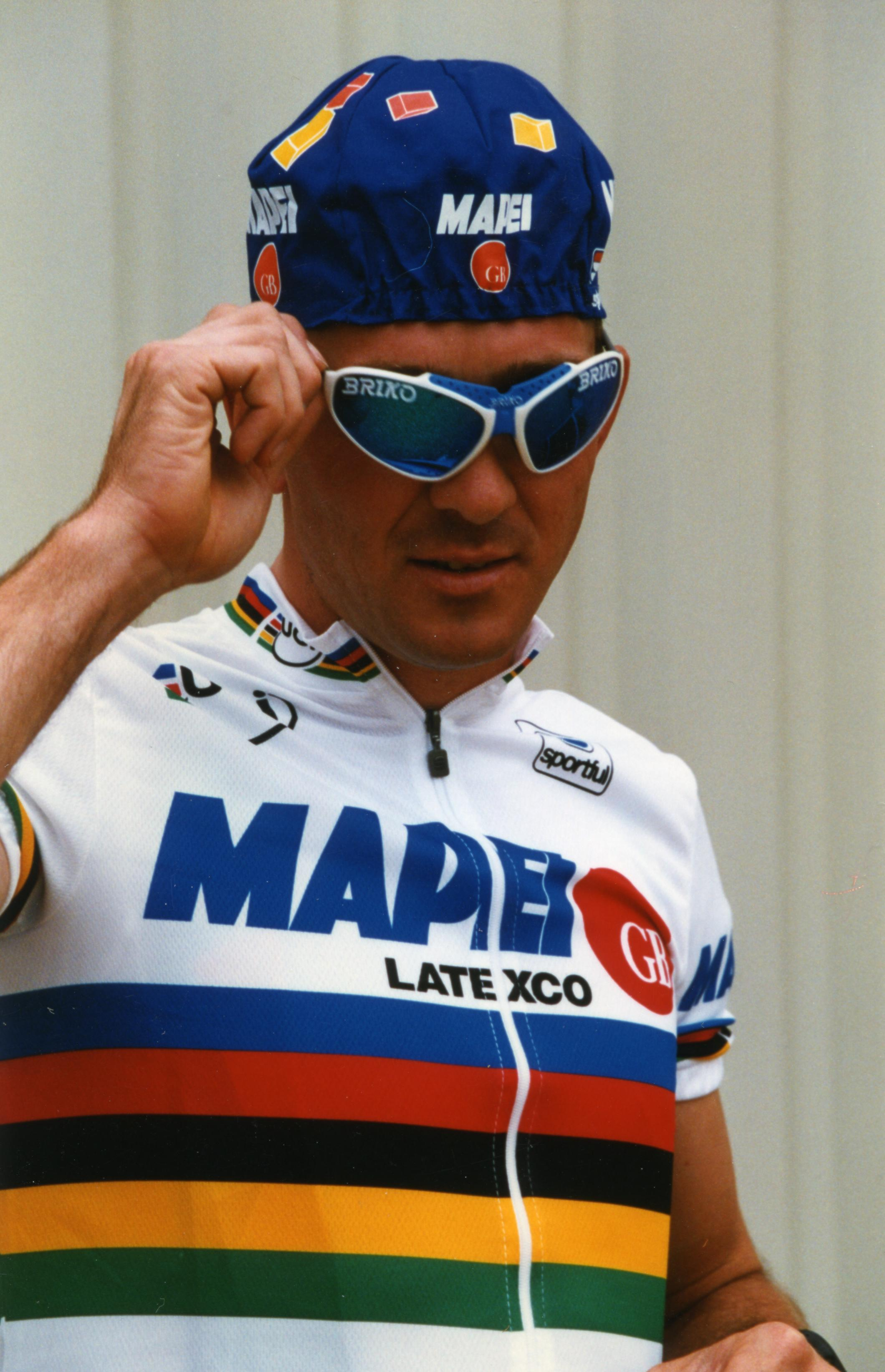
Johan Museeuw compte 3 victoires et 8 podiums sur la course.

### Années 1990: le Lion des Flandres
En 1989, la course est intégrée à la première Coupe du monde sur route, organisée par l'UCI. La compétition est constituée des 10 plus importantes courses cyclistes d'un jour de la saison. De plus en plus de coureurs se spécialisent dans les classiques, avec le Tour des Flandres programmé comme la première des classiques d'avril.
En 1992, pour la dernière fois de l'histoire, c'est dans l'échappée matinale que se joue la victoire. Le jeune Jacky Durand signe la dernière victoire pour un coureur français sur l'épreuve.
En 1993, le Belge Johan Museeuw remporte la course dans un sprint à deux avec Frans Maassen et commence sa domination sur la course. Pendant ce temps, les coureurs de classiques italiens cherchent également à gagner la course. Moreno Argentin, Gianni Bugno et Michele Bartoli s'octroient chacun une victoire. En 1994, Bugno bat Museeuw de 7 mm dans un sprint à quatre, la plus petite marge de l'histoire. Le lendemain, le journal flamand Het Laatste Nieuws met la photo-finish sur sa couverture, accompagné par le titre « Le Chagrin des Flandres ». Néanmoins, Museeuw domine la course pendant une décennie, avec une série de huit podiums dont trois victoires. Les médias flamands lui ont décerné le surnom le plus élevé possible, le « Lion des Flandres ».

### Années 2000: Italiens contre Belges et Monument du cyclisme

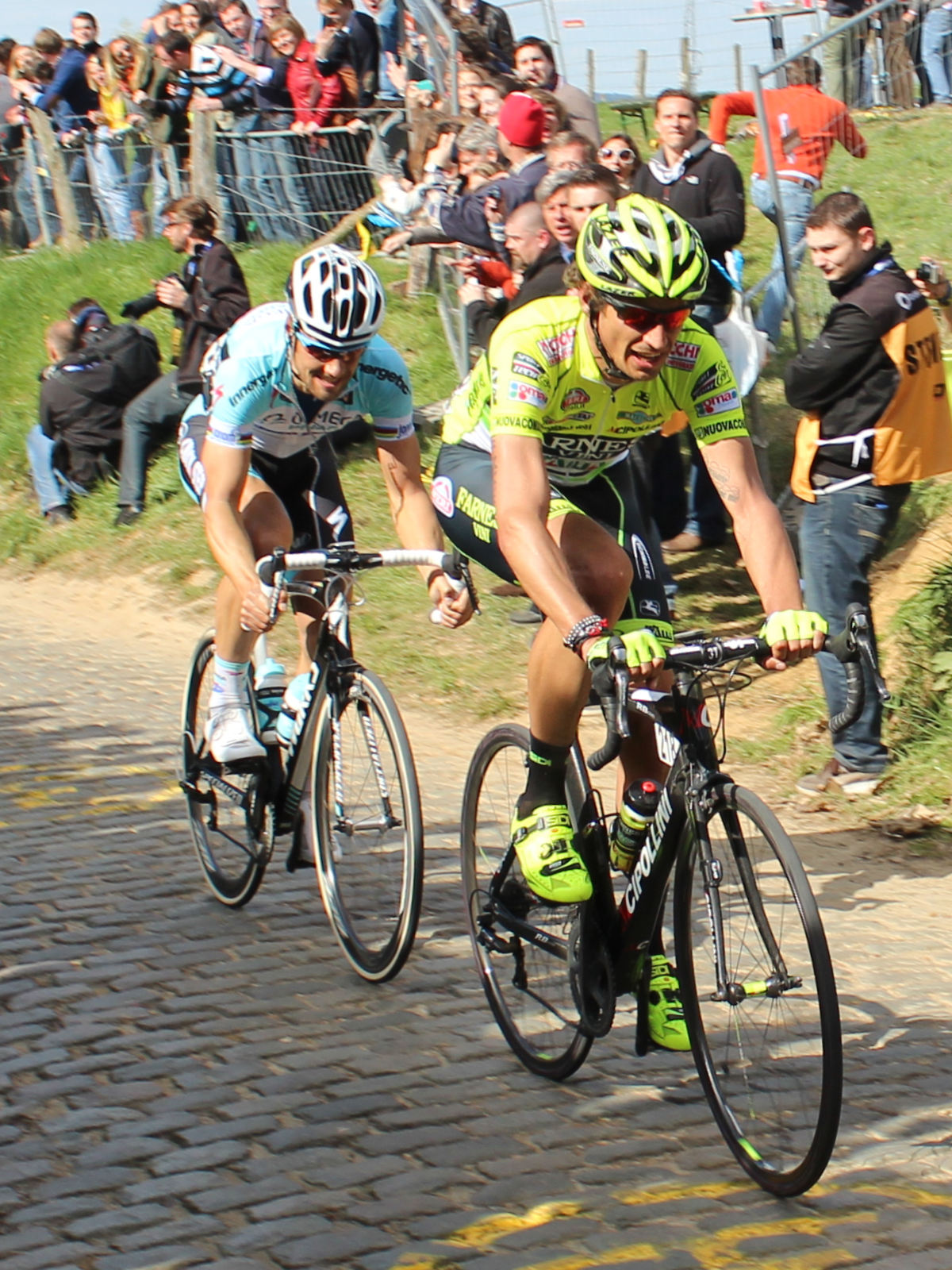
Filippo Pozzato et Tom Boonen (le futur vainqueur) attaquant ensemble la dernière ascension du Vieux Quaremont en 2012.

Les spécialistes des classiques Gianluca Bortolami et Andrea Tafi prolongent la tradition italienne avec des victoires dans le début des années 2000. En 2005, la course intègre le calendrier de l'UCI ProTour qui devient l'UCI World Tour en 2011, des compétitions et calendriers distinguant les principales courses sur route. Le Tour des Flandres bénéficie avec Milan-San Remo, Paris-Roubaix, Liège-Bastogne-Liège et le Tour de Lombardie d'une cotation supérieure aux autres classiques et devient l'un des cinq « Monuments du cyclisme », établissant ainsi son statut comme l'une des épreuves les plus prestigieuses du calendrier cycliste. Tom Boonen remporte deux victoires consécutives et devient la nouvelle star du cyclisme belge,.

### Années 2010: organisée par Flanders Classics
En 2010, Boonen, à la recherche de sa troisième victoire, attaque avec Fabian Cancellara à 45 km de l'arrivée. Boonen est le favori pour gagner, mais il ne peut pas suivre l'attaque de Cancellara au sommet du Mur de Grammont. Le spécialiste du contre-la-montre suisse parvient à conserver assez d'avance dans les 16 derniers kilomètres pour s'imposer.
En 2011, le Tour des Flandres est repris par Flanders Classics, une organisation parapluie qui possède la plupart des courses classiques flamandes. Leur première décision est de déménager l'arrivée à Audenarde dès 2012. L'édition voit Tom Boonen s'adjuger sa troisième et dernière victoire dans un sprint à trois contre les Italiens Alessandro Ballan et Filippo Pozzato,,. Les deux années suivantes voient la domination de Fabian Cancellara qui base ses victoires sur ses attaques sur le Vieux Quaremont,. Boonen et Cancellara sont alors les protagonistes absolus de la course, mais sont dans l'impossibilité de participer en 2015 en raison de blessures subies plus tôt dans la saison. Le puissant sprinteur Alexander Kristoff devient le premier vainqueur norvégien de la course,.
En 2016, le Tour des Flandres qui célèbre sa 100e édition  est remporté en solitaire par le champion du monde Peter Sagan à Audenarde qui devient la ville d'arrivée habituelle. L'année suivante, la course est remportée par le champion de Belgique en titre, Philippe Gilbert, au terme d'une échappée solitaire de plus de 50 kilomètres. Se sachant hors de portée de ses adversaires, il passe la ligne d'arrivée à pied avec son vélo aux bras.

### Années 2020: triplé néerlandais de MVDP
L'édition 2020, initialement prévue le 5 avril, est reportée au 18 octobre, en raison de la pandémie de maladie à coronavirus. Le 5 avril, un Tour des Flandres virtuel est disputé sur home-trainer. Cette épreuve se court sur 32 kilomètres avec treize cyclistes professionnels, interconnectés à distance. Le Belge Greg Van Avermaet s'impose en solitaire devant son compatriote Oliver Naesen et l'Irlandais Nicolas Roche, après avoir attaqué dans le Paterberg. Mathieu van der Poel, dont le père Adrie avait gagné la course en 1986, s'impose à trois reprises en 2020, 2022 et 2024, terminant deuxième en 2021 et en 2023.

## Parcours

### Tracés
Villes étapes :
- 1913 : Gand-Mariakerke
- 1914 : Gand-Evergem
- 1919-1923 : Gand-Gentbrugge (Arsenal)
- 1924-1927 : Gand-vélodrome de Gand (Citadelpark)
- 1928-1941 : Gand-Wetteren
- 1942-1944 : Gand-vélodrome de Gand (Citadelpark)
- 1945-1961 : Gand-Wetteren
- 1962-1972 : Gand-Gentbrugge
- 1973-1976 : Gand-Meerbeke
- 1977-1997 : Saint-Nicolas-Meerbeke
- 1998-2011 : Bruges-Meerbeke
- 2012-2016 : Bruges-Audenarde
- 2017-2022 : Anvers-Audenarde
- 2023 : Bruges-Audenarde
- 2024 : Anvers-Audenarde
- 2025 : Bruges-Audenarde
- 2026 : Anvers-Audenarde
- 2027 : Bruges-Audenarde

### Course actuelle

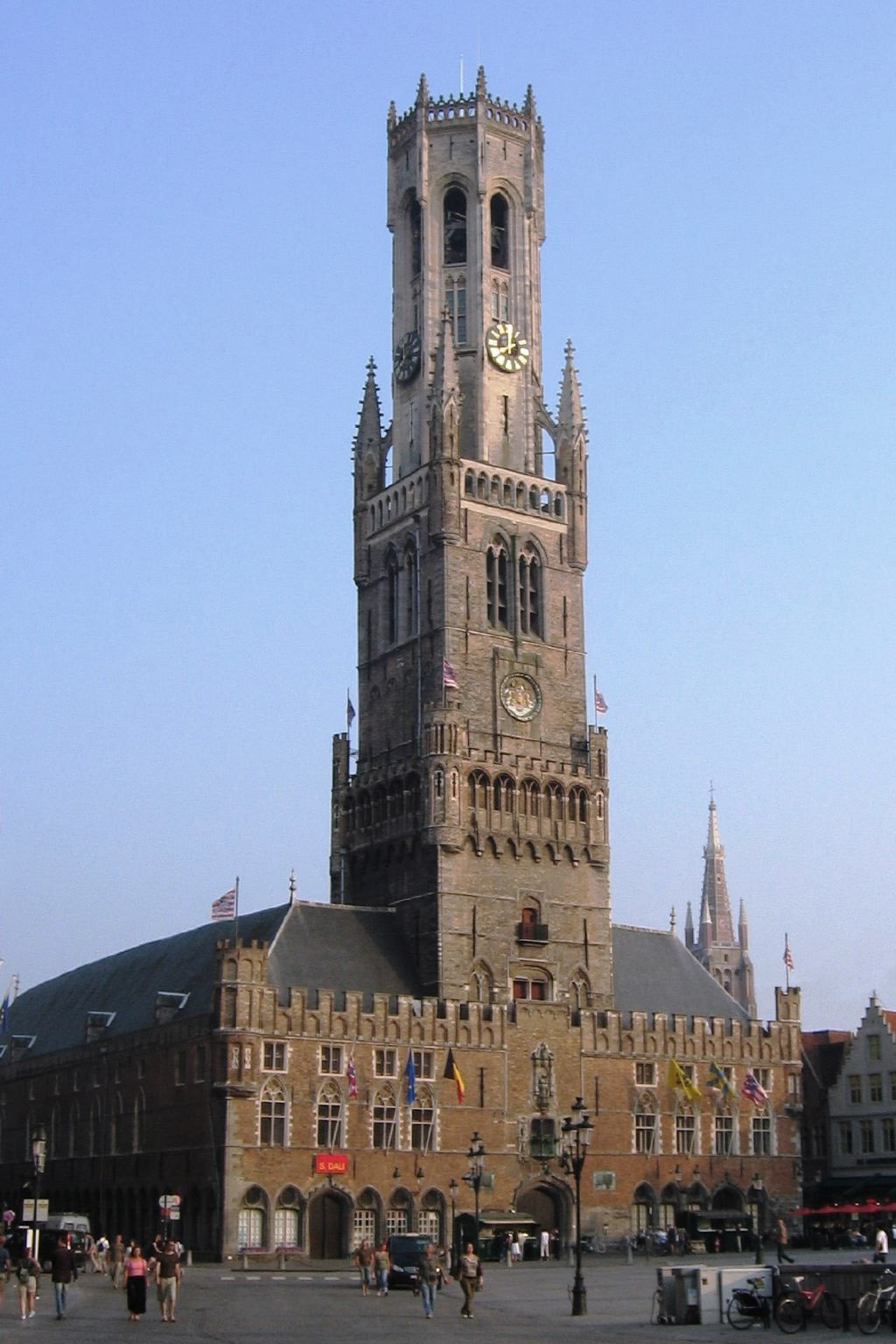
Le beffroi de Bruges, scène du départ du Tour des Flandres.

Le Tour des Flandres traverse les deux provinces de l'Ouest de la Flandre, la Flandre occidentale et la Flandre orientale. Depuis 1998, la course commence à Bruges, dans le nord-ouest de la Flandre, près de la mer du Nord. Après le départ sur la Grand-Place de Bruges dans le centre-ville, le parcours se dirige au Sud, le long de larges routes sur les plaines de Flandre-Occidentale. Au cours des dernières années, cette route sans difficulté emmène les coureurs pendant 55 km jusqu'à Courtrai dans le sud de la Flandre occidentale, avant de se diriger à l'Est, vers les Ardennes flamandes où le paysage devient progressivement plus vallonné.
Les premières ascensions de la course sont généralement situées en Flandre occidentale, après 70 à 80 kilomètres de course. Après 100 kilomètres, le peloton passe une première fois à Oudenaarde, après quoi la course reste dans les Ardennes flamandes, dans la moitié sud de la Flandre orientale, avec une succession de collines (Hellingen en néerlandais) et quelques sections plates de routes pavées qui définissent la nature de la course. Les monts offrent de nombreuses possibilités pour attaquer et sont généralement les endroits décisifs de la course. Ces ascensions sont connues pour être courtes mais très raides, et la plupart d'entre elles - mais pas toutes - sont pavées.
La plupart des ascensions sont situées dans une zone relativement petite, impliquant des nombreux changements de direction, le plus souvent de façon abrupte, ce qui explique la trajectoire sinueuse et irrégulière du parcours dans le final. Le Vieux Quaremont (Oude Kwaremont) est la plus longue montée avec ses 2 200 mètres. C'est un mont atypique parce qu'il n'est pas très raide, mais il est considéré comme l'une des ascensions les plus difficiles en Flandre en raison de sa longueur et de sa surface pavée. Le mont le plus raide et le plus redoutable est le Koppenberg. Il est entièrement pavé sur 600 mètres de longueur, avec une pente maximale à 22% sur une route étroite mal pavée.
Le parcours est modifié en 2012. L'arrivée est située à Audenarde et non plus à Meerbeke. Les deux dernières difficultés, le Mur de Grammont et le Bosberg, sont remplacées par le Vieux Quaremont et le Paterberg, déjà présents auparavant et désormais empruntés trois fois de 2012 à 2013, puis deux fois à partir de 2014. Au cours de la dernière boucle, le Vieux Quaremont est à 16 kilomètres de l'arrivée et le Paterberg à 13 kilomètres, marquant souvent les attaques décisives de la course. Après la Paterberg, le parcours est plat jusqu'à l'arrivée, située après 265 kilomètres.

### Changements de parcours
Comme la plupart des classiques cyclistes, le parcours a considérablement évolué au fil des ans, mais il est toujours resté dans les provinces de Flandre orientale et de Flandre occidentale. Au cours des 30 premières années, la course est tracée entre Gand et Gand, alors que l'emplacement de l'arrivée à Gand change plusieurs fois.
La première édition de 1913 se dirige vers l'Est pour rejoindre Saint-Nicolas, avant de faire un cercle dans le sens horaire pour passer par Alost, Audenarde, Courtrai, Furnes, Ostende, Roulers, puis enfin retourner à Gand. Avec ce parcours, la course passe par toutes les grandes villes des deux provinces de l'Ouest de la Flandre. En 1914, le seul changement est l'annulation du passage sur la côte.
En 1919, l'organisateur modifie le parcours qui passe dans un sens anti-horaire, tournant au Sud de Bruges. En 1920, la route rejoint à nouveau la côte, passe par Bruges, puis le long de la mer du Nord de Blankenberge à Ostende. Le tracé général reste stable jusqu'à ce que le directeur de course Karel Van Wijnendaele, en 1938, insiste pour inclure la côte au parcours, en raison de sa vision sentimentale de la Flandre,. Les tronçons de routes le long de la mer sont souvent accompagnés par des vents forts, qui gêne les attaquants, mais permet d'éparpiller le peloton. Le vent soufflant de côté, cela entraîne la formation d'une ligne diagonale de coureurs, chacun abritant l'autre (cas typique du Tour des Flandres et des autres courses flamandes).
Le passage le long de la côte est annulé lorsque la guerre éclate en Europe, l'accès à la mer étant limité. L'itinéraire en temps de guerre devient une boucle à l'intérieur de la Flandre, mais en 1946, la course retrouve son parcours d'avant-guerre. En 1952, le passage le long de la côte est abandonné pendant neuf ans, puis revient en 1961, pour disparaître à nouveau en 1964.

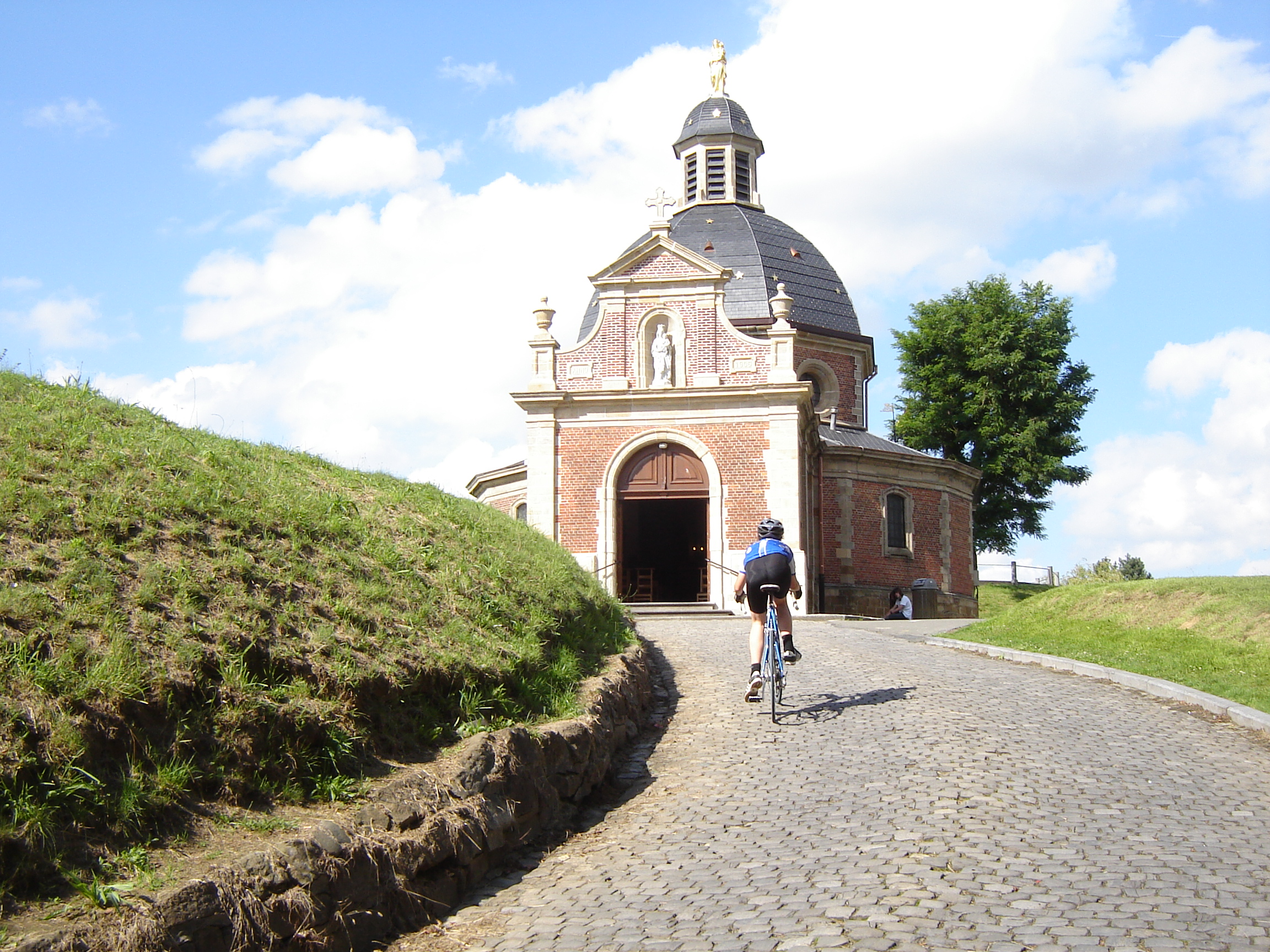
Le Mur de Grammont fut l'une des montées finales jusqu'en 2011

En 1973, la course se termine à Meerbeke, pour la première fois depuis sa création en dehors des environs de Gand. La course n'est plus une boucle et la nouvelle arrivée est beaucoup plus proche de la zone des monts, apportant de nouvelles opportunités pour inclure des nouvelles ascensions dans le final de la course. Le Mur de Grammont, avec des passages à 20% et son sommet situé à 16 kilomètres de l'arrivée est souvent le lieu où les protagonistes lancent leur attaque décisive. De 1973 à 2011, le Mur constitue une paire avec le Bosberg, la montée finale à 11 kilomètres de l'arrivée. Le Mur pavé avec un fort pourcentage est situé dans le centre de Grammont, avec sa célèbre chapelle au sommet, est devenu l'un des sites emblématiques du cyclisme belge et du cyclisme en général.
En 1998, le lieu de départ est déplacé à Bruges, l'une des plus belles villes d'Europe, ce qui rend possible un passage au bord de mer à nouveau, mais préserve le final traditionnel Mur de Grammont et Bosberg.
En 2012, l'arrivée est attribuée à Audenarde, à 30 kilomètres à l'ouest de Grammont, excluant de ce fait à la fois le Mur et le Bosberg de la course. Les montées finales sont désormais le Vieux Quaremont et le Paterberg.

### Lieux de départ
Le Tour des Flandres commence dans trois villes différentes. Jusqu'en 1976, la course commence à Gand, d'abord sur le Korenmarkt, dans le centre historique de la ville, puis plus tard à l'hôtel à la mode Albert sur l'avenue Clémentine (Clementinalaan), près de la Gare de Gand-Saint-Pierre, où les coureurs signent la liste de départ. La course est neutralisée dans le centre-ville jusqu'à Mariakerke. Jusque dans les années 1950, une messe dominicale est organisée pour les coureurs avant le départ, la course ayant souvent lieu juste avant la semaine sainte ou le jour de Pâques.

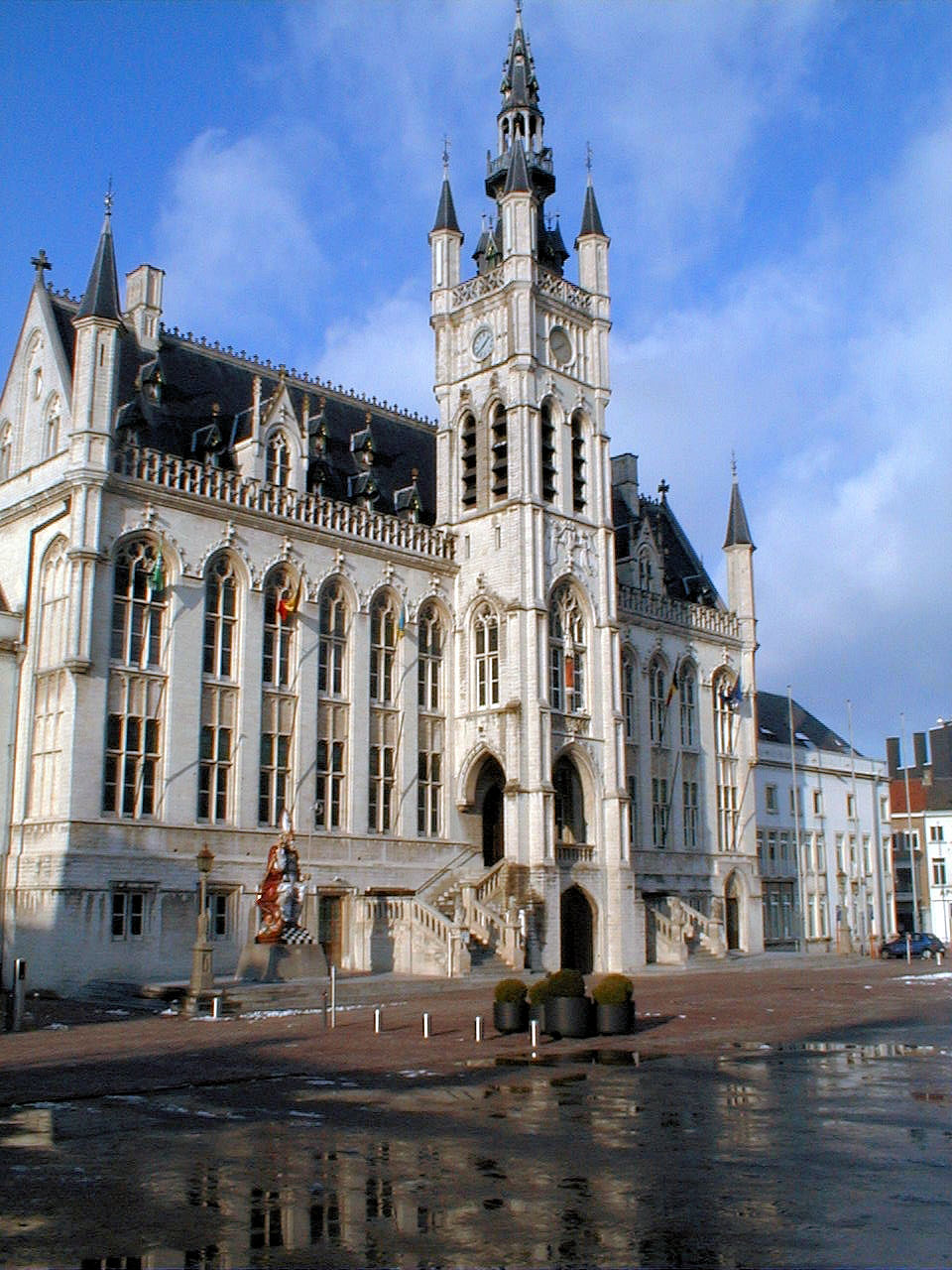
L'hôtel de ville de Saint-Nicolas

En 1977, Saint-Nicolas remplace Gand comme lieu de départ de la course, principalement parce qu'il n'y a plus assez d'espaces pour accueillir le nombre croissant de spectateurs sur la grande Place du Marché. Les briefings de course ont lieu à l'hôtel de ville. En 1988, le départ devient un événement très médiatisé de deux jours, avec un spectacle présenté par la télévision flamande, le soir de la course.
En 1998, le départ du Tour des Flandres déménage à Bruges, un site du patrimoine mondial de l'UNESCO connu pour son histoire et son architecture médiévale, dans le cadre de la campagne de promotion de la ville,. Le passage de Saint-Nicolas à Bruges cause des critiques car il n'est pas lié directement à un changement de parcours. Jusque-là, la tradition était que les spectateurs pouvaient se mélanger et rencontrer les coureurs avant le départ. L'auteur et spécialiste du cyclisme Fer Schroeders écrit :
« Sur la place à St-Nicolas, au pied du magnifique hôtel de ville, le début du Ronde était toujours un moment privilégié. Les coureurs sont venus là pour signer leurs papiers pour la course avant d'aller joyeusement rencontrer leurs fans, donnant des autographes, posant pour une photo souvenir avec un jeune admirateur. À cet égard, les temps et les coutumes ont changé depuis 1998. [...] Maintenant, il y a des rampes pour tenir le public derrière et les empêcher de se mélanger avec les coureurs. Le départ du Tour des Flandres a manifestement perdu, dans sa nouvelle configuration, tout ce qui faisait son charme. »
Néanmoins, la plupart des fans flamands adoptent Bruges en tant que point de départ, faisant l'éloge du site historique comme un hommage à leur Ronde. En outre, la proximité de Bruges à la côte permet à la course de passer à nouveau par le bord de mer. Beaucoup des « traditionalistes » du cyclisme flamand sont particulièrement enthousiastes de ce changement.
Au mois de mai 2016, il est annoncé que c'est la ville d'Anvers qui devient la nouvelle ville départ de l'épreuve à partir de 2017, et ce, pour cinq ans et 400 000 euros par édition. Anvers est la plus grande ville de Flandre. C'est la première fois que la course traverse la province d'Anvers, ainsi que le premier départ en dehors du comté historique de Flandre. Le changement est considéré comme révolutionnaire et la décision cause une grande division parmi les fans de cyclisme flamands,,,.
En avril 2021, les organisateurs déclarent qu'à partir de 2022, le départ sera toujours à Anvers mais en alternance avec Bruges. La première durant les années paires (2022, 2024 et 2026) et la seconde les années impaires (2023, 2025 et 2027). La Venise du Nord organisera ainsi en 2023 un départ pour la première fois depuis 2016.

### Lieux d'arrivée
La ligne d'arrivée est placée en 1913 sur le vélodrome de Mariakerke, une section de la ville de Gand, mais elle n'a pas le succès espéré. En 1914, l'arrivée est déplacée au vélodrome voisin d'Evergem où, Van Wijnendaele raconte ironiquement qu'« il y avait une bonne vingtaine de spectateurs de plus que l'année précédente. »

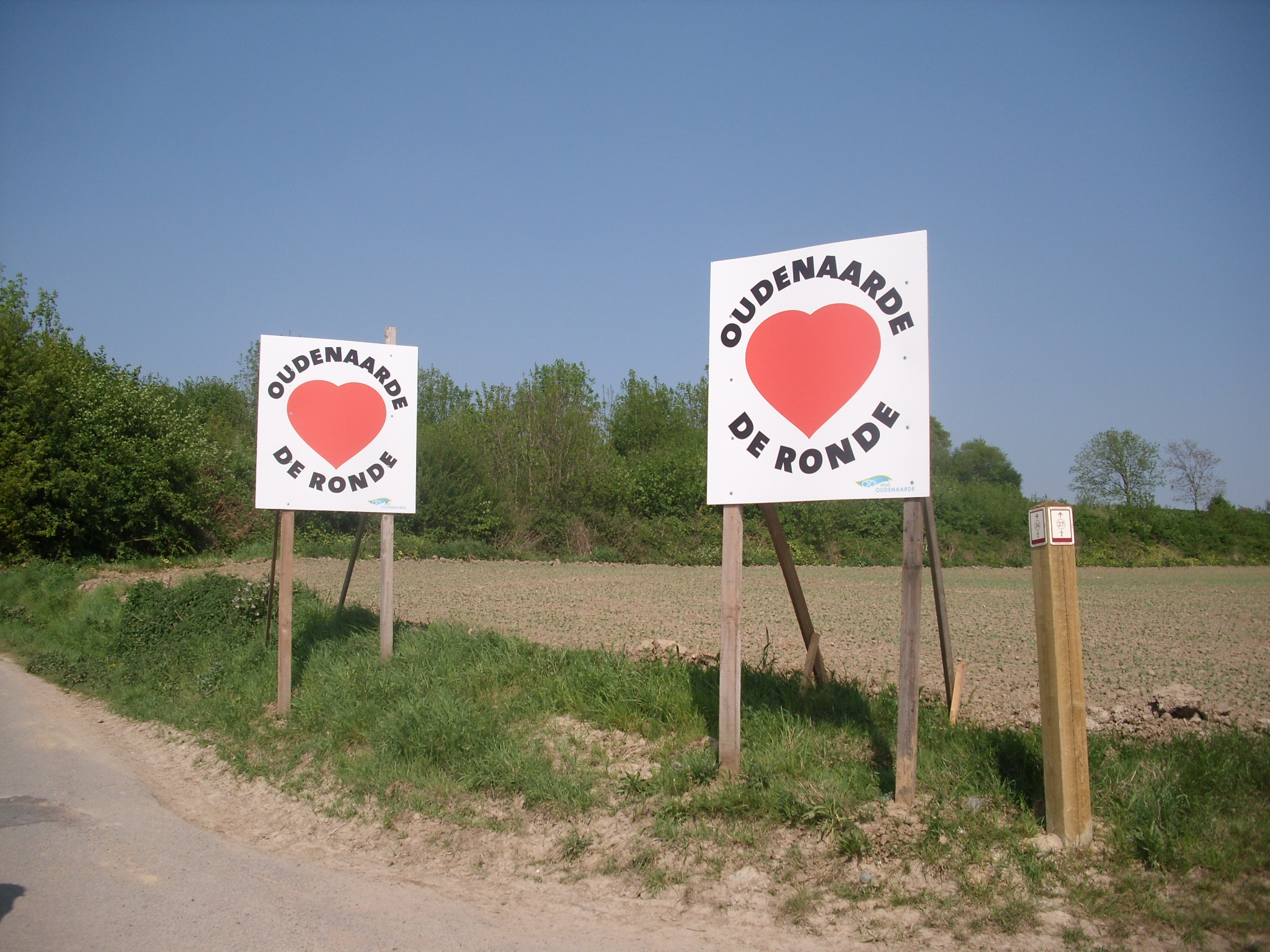
Audenarde organise une campagne sur un an pour accueillir l'arrivée du Tour des Flandres.

Wetteren accueille à son tour l'arrivée de 1928 à 1961 avec quelques interruptions au cours de la Seconde Guerre mondiale, où elle est déplacée à Gand. Fiorenzo Magni remporte ses trois Tours des Flandres dans le centre-ville de Wetteren. De 1962 à 1972, le final est dans un quartier résidentiel à proximité de Gentbrugge, à la périphérie de Gand.
De 1973 à 2011, l'arrivée est à Meerbeke, une partie de la commune de Ninove, à environ 20 km à l'ouest de Bruxelles. Pendant 39 ans, la course se termine sur la Halsesteenweg, avec une ligne droite d'arrivée de 400 mètres, en légère montée dans les derniers mètres.
En septembre 2011, il est annoncé qu'Audenarde est la nouvelle ville hôte pour terminer le Tour des Flandres, mettant ainsi fin à une tradition de 39 ans d'arrivée à Meerbeke. Ce choix fait suite à une volonté de relooker la course par le nouvel organisateur Flanders Classics, qui introduit également des « boucles » sur le parcours. Beaucoup de fans et d'adeptes sont bouleversés par ce changement de lieu d'arrivée et la décision de l'organisation rencontre de nombreuses oppositions,. L'icone locale Tom Boonen est le premier vainqueur avec cette nouvelle arrivée en 2012.

## Caractéristiques propres à l'épreuve

### Nature de la course

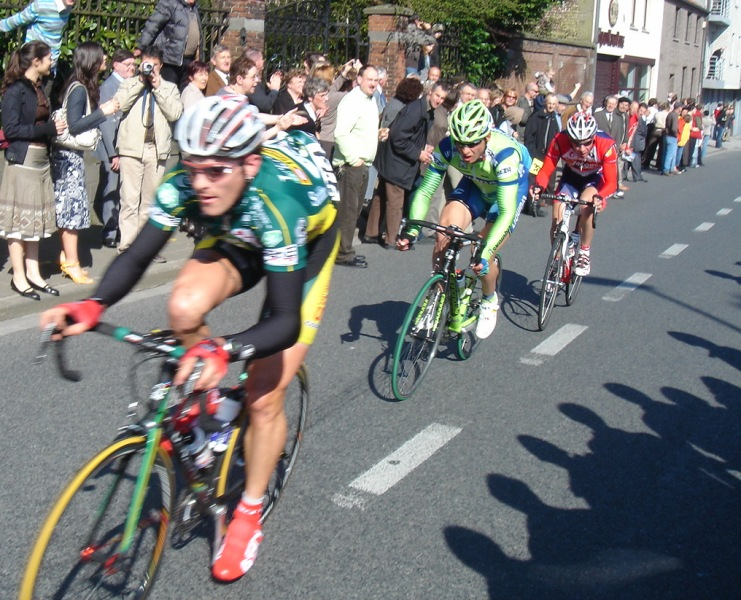
Les coureurs à Lendelede.

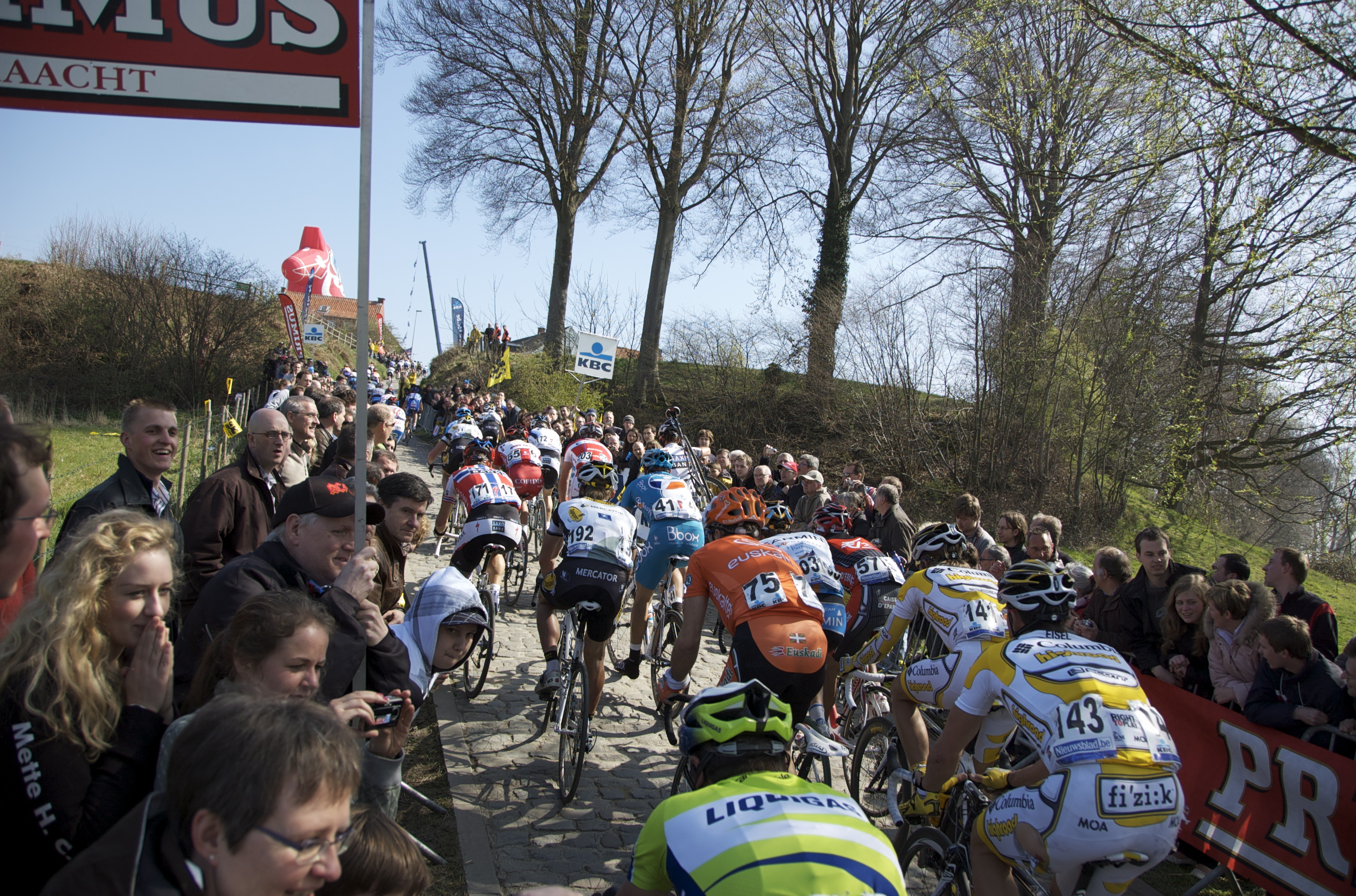
Les coureurs grimpant le Koppenberg.

Le Tour des Flandres est connu pour être une course stratégique, où les favoris ont de multiples occasions de planifier leurs attaques décisives. La partie tactique de la course commence dans la région vallonnée des Ardennes flamandes, où les équipes et les coureurs doivent souvent réagir aux évolutions imprévisibles de l'épreuve et où les outsiders peuvent avoir des envies d'anticiper.
La nature abrupte de ces monts favorise les coureurs avec un style d'attaquant, ce qui fait du Tour des Flandres une course attractive pour le public et donc pour les audiences. Le placement est très important et les premières places du peloton sont souvent très disputées, notamment à l'approche des monts, là où les routes sont les plus étroites. Chaque mont est généralement suivi d'une route plus large permettant de récupérer et de se regrouper, avant d'aborder à nouveau des petites routes et un nouveau mont.
Comme la plupart des côtes sont situées dans des endroits agraires ou le long de petits villages, les montées elles-mêmes et les routes qui y mènent sont souvent étroites, provoquant un étirement du peloton en une longue ligne et de nombreuses cassures de petits groupes. Par conséquent, les meilleurs coureurs sont obligés de se battre continuellement pour se placer à l'avant du peloton. La course est donc à la fois célèbre et connue pour son parcours nerveux, qui peut causer du retard à n'importe lequel des favoris en raison d'un accident ou d'une crevaison, ce qui peut lui coûter toutes ses chances de revenir sur la tête de course.

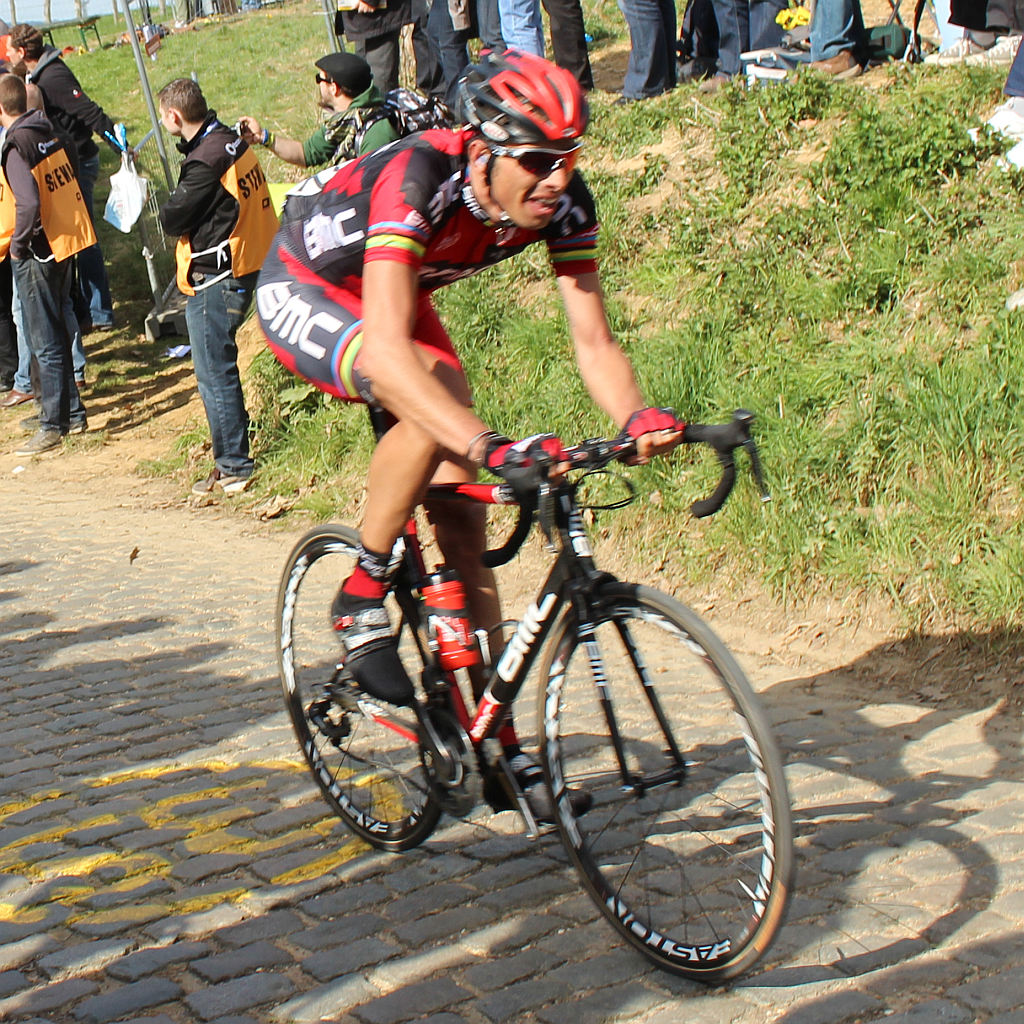
Alessandro Ballan lors de l'édition 2012.

En conséquence, la notion de « chance » est sans doute l'une des raisons pour lesquelles aucun coureur n'a remporté le Tour des Flandres plus de trois fois, car même les meilleurs coureurs et les plus grands spécialistes de leur temps ont souffert de malchance ou ont été victimes des circonstances de course parfois imprévisibles.
Depuis le relooking de la course en 2012, les montées du Vieux Quaremont, du Paterberg et du Koppenberg, juste au sud d'Audenarde, sont au cœur de l'action. Le Quaremont est une longue section de pavés avec une pente sévère dès le début, qui se stabilise progressivement. Il est l'endroit où les coureurs puissants font souvent leur effort pour gagner la course, comme Fabian Cancellara en 2013, où il attaque avec Peter Sagan sur les pentes inférieures du Quaremont avant de lâcher le Slovaque sur le Paterberg. Le Paterberg est la montée finale de la course, où les fans créent une atmosphère de carnaval. La montée est courte mais entièrement pavée et extrêmement raide. Après 245 km de course, il est généralement le test ultime de l'endurance et la force.
La culture de la course et la nature de ses routes sont des facteurs d'identification du Tour des Flandres. Le double vainqueur Peter Van Petegem le confirme :
« Ça n'a pas vraiment d'importance de savoir où il va. Vous avez des pavés et des montées et des petites routes, ce qui apporte le caractère de la course. »

### Les monts

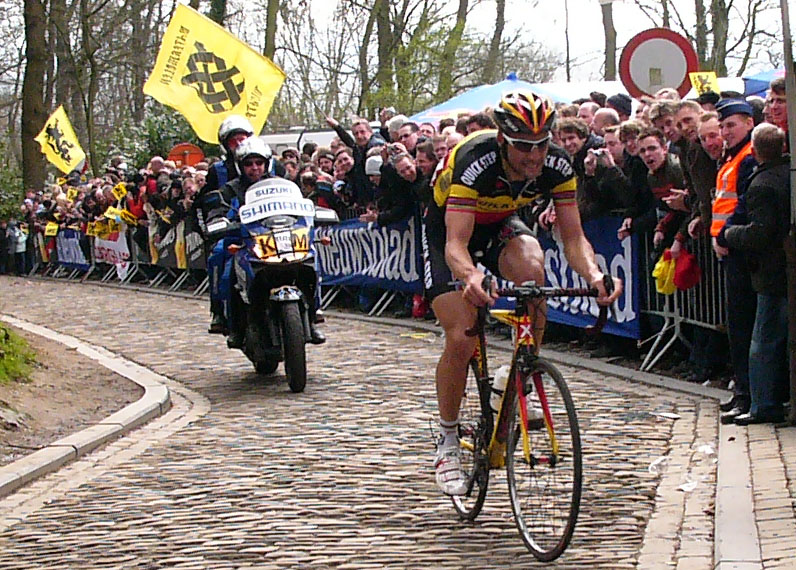
Tom Boonen lors de l'édition 2010.

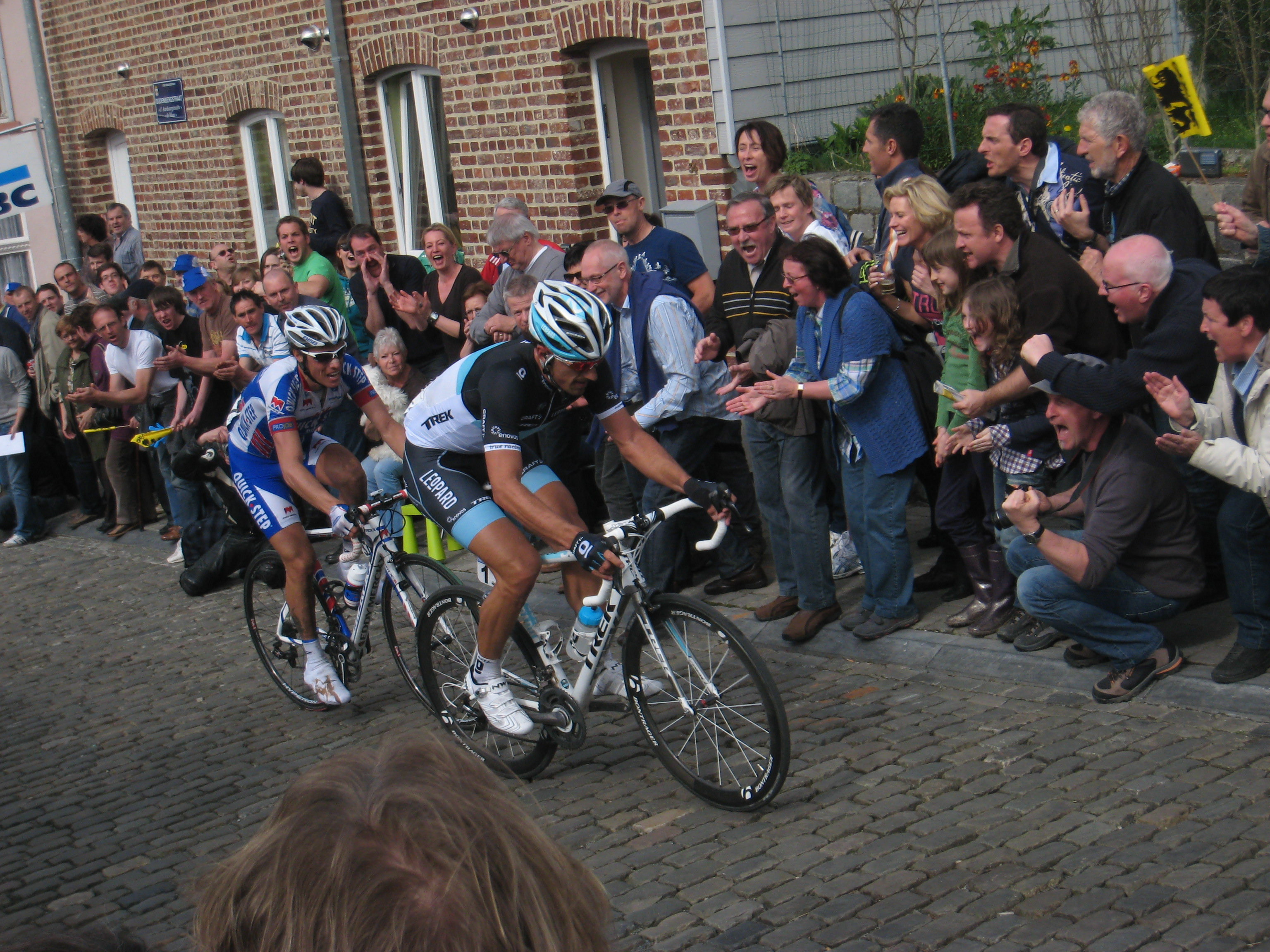
Fabian Cancellara et Sylvain Chavanel au pied du Mur de Grammont en 2011.

Les courtes et sévères pentes des monts des Ardennes flamandes sont une caractéristique déterminante du Tour des Flandres et les endroits privilégiés où les spectateurs se rassemblent pour voir la course. Dans les éditions modernes de la course, 17 à 19 de ces monts figurent sur le parcours, même si leur nombre est susceptible de changer, quelques montées peuvent être supprimées et d'autres inclus chaque année. Chaque ascension a ses propres caractéristiques qui présentent des défis différents pour les coureurs. Le Vieux Quaremont, long de 2,2 km, n'est pas considéré comme le plus difficile. Le Paterberg est très court, mais avec un passage à 20 % est bien plus raide. Le Koppenberg à Melden est la montée la plus difficile de la course avec un passage à 22 % sur une mauvaise surface pavée, très inégale. Sa route est également très étroite. les autres ascensions célèbres incluent l'Eikenberg, le Molenberg et le Taaienberg.

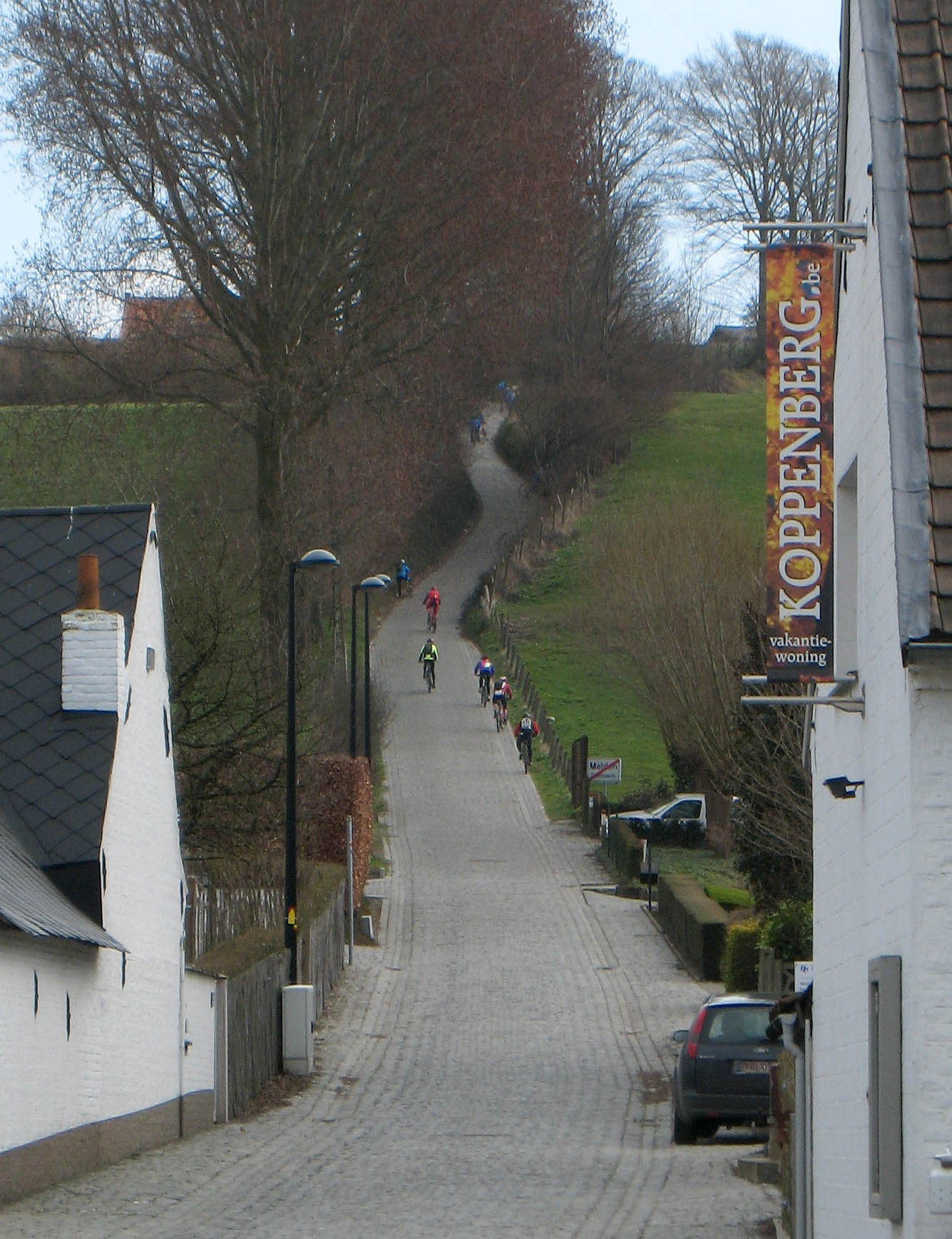
Le Koppenberg vue depuis le pied à Melden.

Le Koppenberg est abandonné quelques années, car il est jugé trop difficile et trop dangereux. En particulier lorsque le temps humide rend les pavés glissants, il devient difficile pour les coureurs de grimper les pentes raides à vélo. La chute d'un coureur gène souvent les autres coureurs à l'arrière, qui à leur tour, obligent ceux derrière à mettre pied à terre et terminer le reste de la montée à pied. En 1984 seuls deux coureurs — Phil Anderson et Jan Raas — parviennent à atteindre le sommet sur leurs vélos. En 1987, le Danois Jesper Skibby glisse et chute sur les pavés lisses, avant d'être renversé par la voiture d'un officiel qui essaye de le passer. La montée est ensuite supprimée du Tour des Flandres pour les 15 éditions suivantes.
Le Koppenberg fait son retour en 2002 après une restauration de sa route. Il est brièvement retiré en 2007, avant d'être à nouveau inclus en 2008, après une rénovation de la ville d'Audenarde,. Il est depuis un secteur permanent de l'épreuve. Les voitures suiveuses sont déviées avant le pied de la montée pour éviter le chaos.

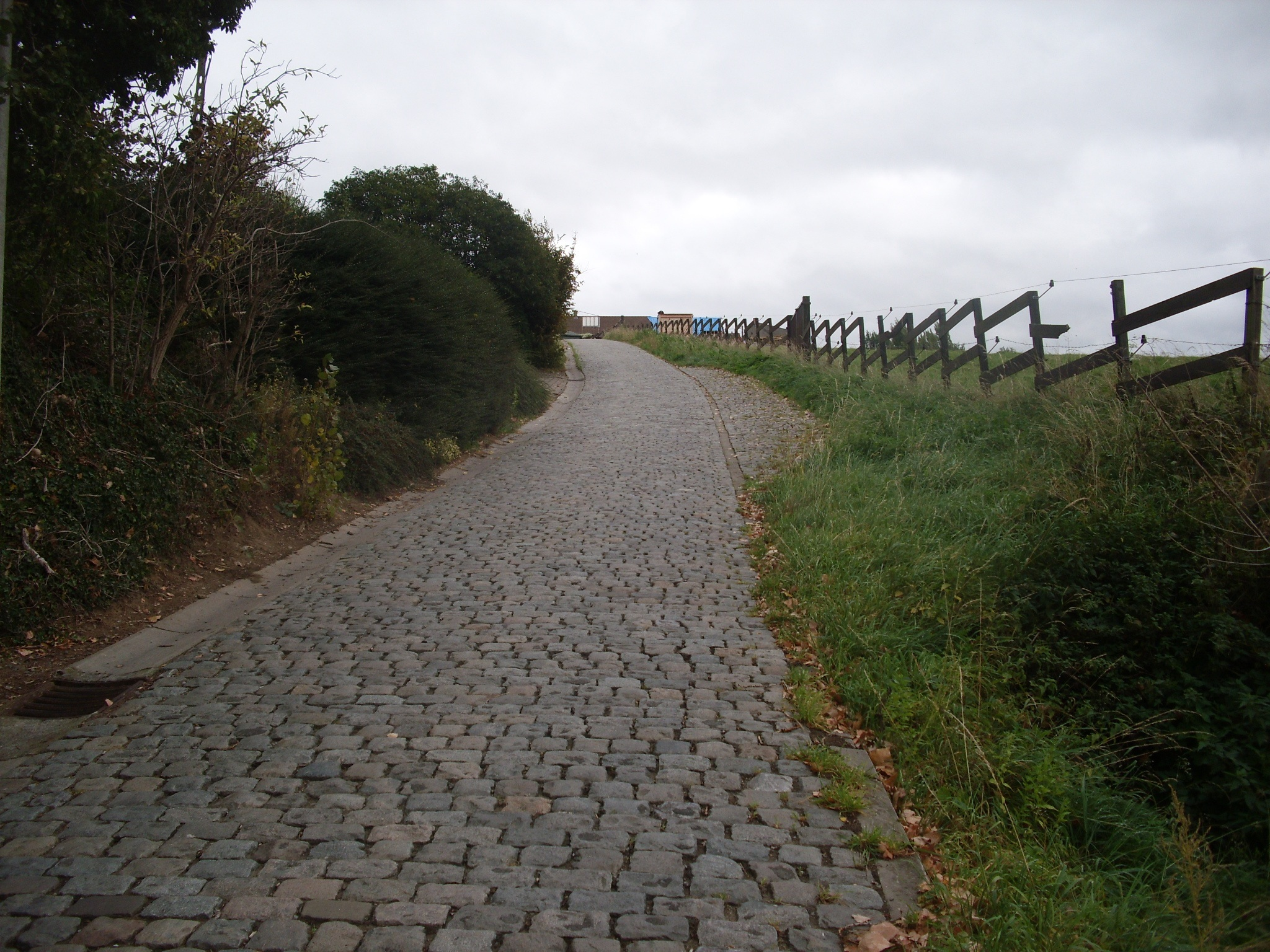
Les pentes abruptes du Paterberg à Kluisbergen.

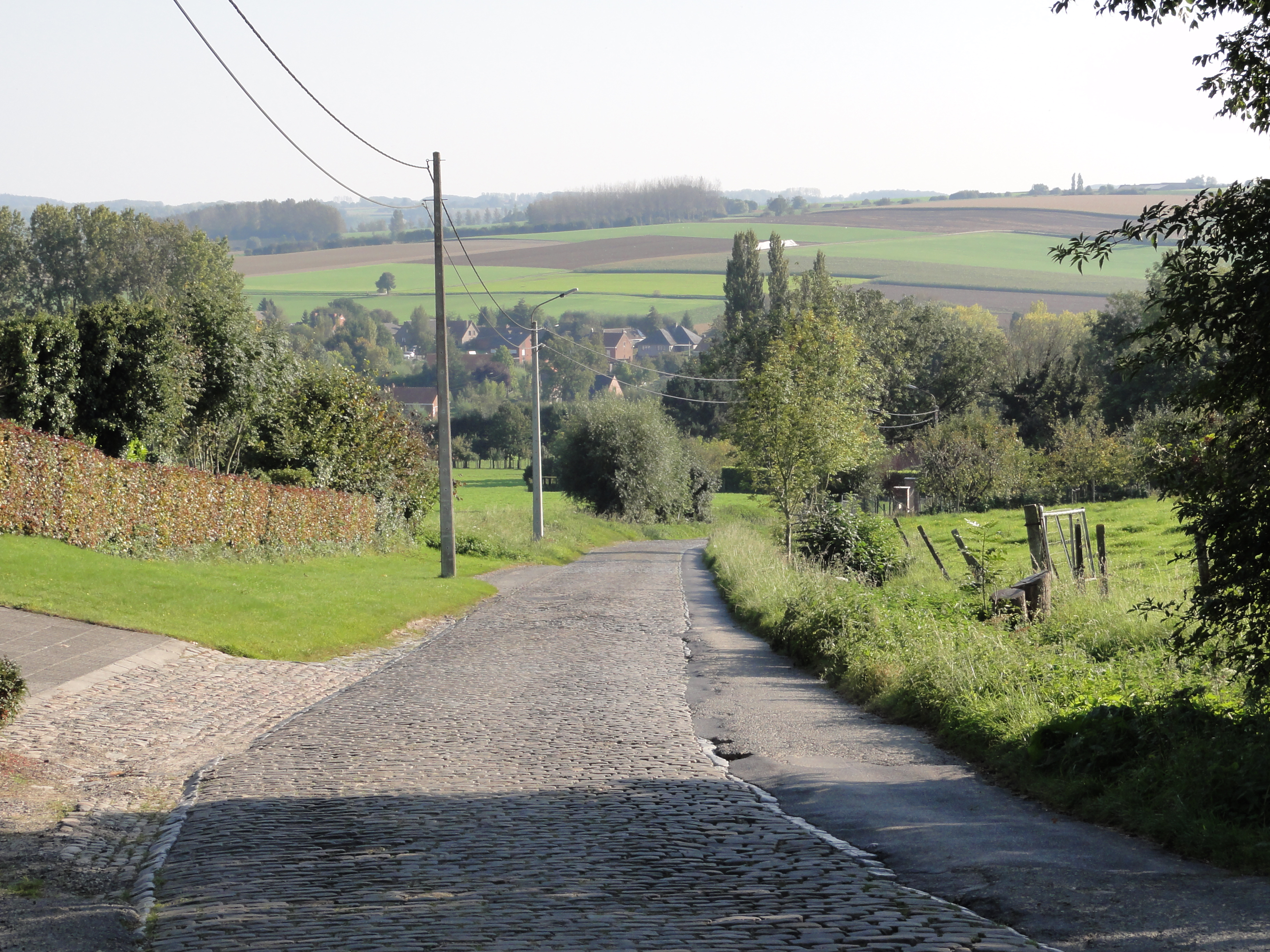
Eikenberg à Maarkedal.

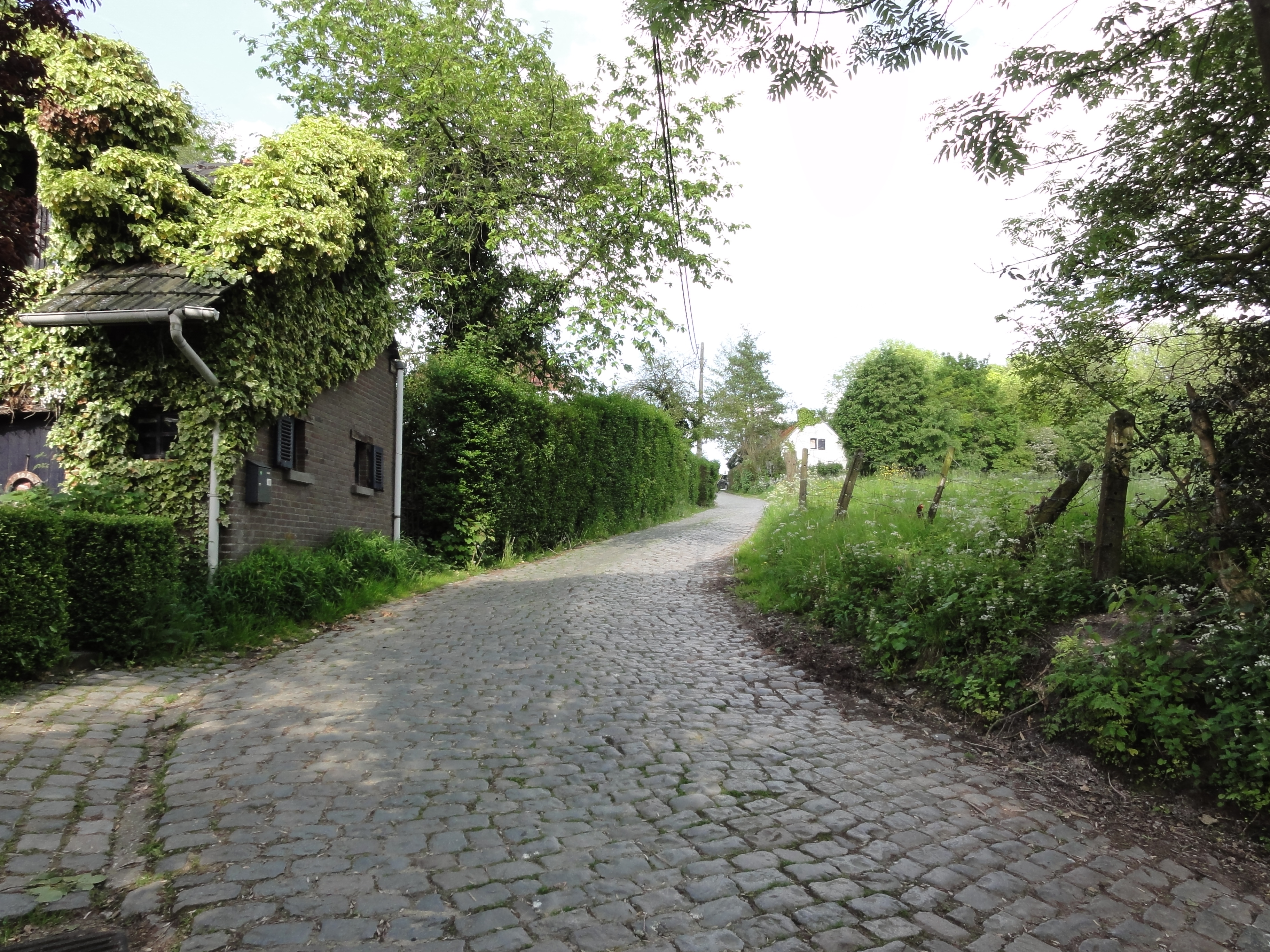
Le Molenberg à Zwalm.

En 2015, les 19 monts sont :
| Numéro | Nom             | Kilomètres restant | Chaussée | Longueur (m) | Pente moyenne (%) | Pente maximum (%) |
| ------ | --------------- | ------------------ | -------- | ------------ | ----------------- | ----------------- |
| 1      | Tiegemberg      | 177                | asphalte | 750          | 5,6%              | 9%                |
| 2      | Vieux Quaremont | 152                | pavé     | 2200         | 4,2%              | 11%               |
| 3      | Kortekeer       | 141                | asphalte | 1000         | 6,4%              | 17,1%             |
| 4      | Eikenberg       | 134                | pavé     | 1300         | 6,2%              | 11%               |
| 5      | Wolvenberg      | 131                | asphalte | 666          | 6,8%              | 17,3%             |
| 6      | Molenberg       | 118                | pavé     | 463          | 7%                | 14,2%             |
| 7      | Leberg          | 97                 | asphalte | 700          | 6,1%              | 14%               |
| 8      | Berendries      | 93                 | asphalte | 940          | 7,1%              | 12,4%             |
| 9      | Valkenberg      | 88                 | asphalte | 875          | 6%                | 15%               |
| 10     | Kaperij         | 77                 | asphalte | 1250         | 5%                | 8%                |
| 11     | Kanarieberg     | 70                 | asphalte | 1000         | 7,7%              | 14%               |
| 12     | Vieux Quaremont | 54                 | pavé     | 2200         | 4,2%              | 11%               |
| 13     | Paterberg       | 51                 | pavé     | 400          | 12,5%             | 20%               |
| 14     | Koppenberg      | 44                 | pavé     | 600          | 11,6%             | 22%               |
| 15     | Steenbeekdries  | 39                 | pavé     | 820          | 7,6%              | 12,8%             |
| 16     | Taaienberg      | 36                 | pavé     | 800          | 7,1%              | 18%               |
| 17     | Kruisberg       | 26                 | pavé     | 1875         | 5%                | 9%                |
| 18     | Vieux Quaremont | 16                 | pavé     | 2200         | 4,2%              | 12%               |
| 19     | Paterberg       | 13                 | pavé     | 400          | 12,5%             | 20%               |

### Les routes pavées

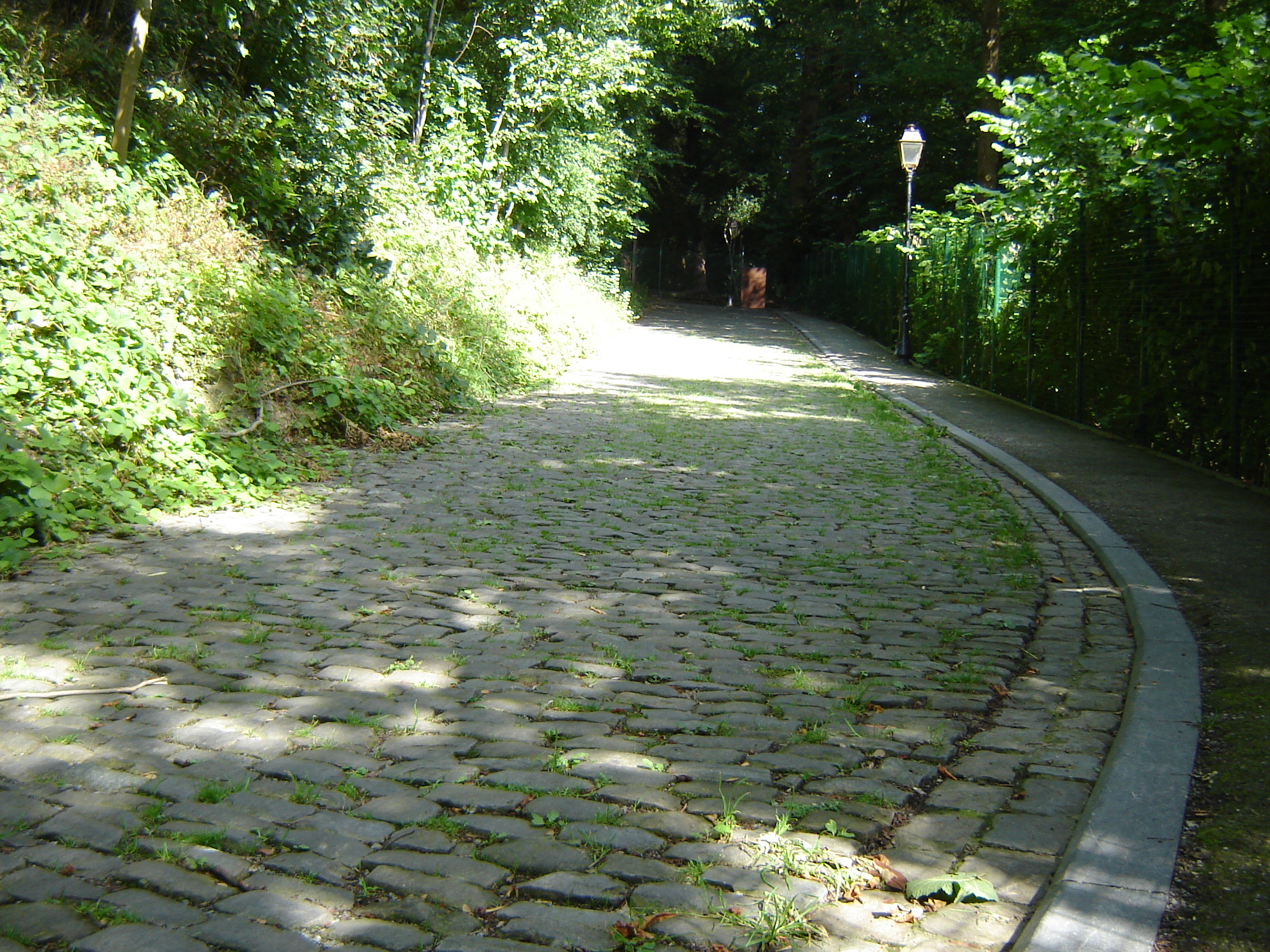
Les pentes les plus raides du Mur de Grammont à 20%.

En plus des célèbres monts, le parcours comprend traditionnellement un certain nombre de sections plates de routes pavées. Les éditions des années 2010 comprennent le Paddestraat (2 400 mètres), le Kerkgate (3 000 mètres), Haaghoek (nl) (2 000 mètres) et le Mariaborrestraat (2 400 mètres). Seul le Mariaborrestraat est placé dans le final de la course, il comprend également les montées du Steenbeekdries et la descente du Stationsberg (nl). Contrairement aux très difficiles secteurs pavés de Paris-Roubaix, ces routes sont en excellent état, car elles font partie d'un réseau de trafic intense. Elles n'ont pas été le lieu décisif de la course depuis des décennies, mais beaucoup de « puristes » du Tour des Flandres veulent les conserver sur le parcours en raison de leur valeur en tant que symboles des paysages flamands.
Jusque dans les années 1950, les nombreux chemins de terre et les routes pavées sont des sites cruciaux dans la course. L'Historien Tom Van Laere indique que le Tour des Flandres n'avait jamais prévu d'utiliser de mauvaises routes - les routes pavées étaient tout ce qui était disponible si la course voulait être assez longue. Entre les deux guerres, l'infrastructure de la Belgique est sévèrement touchée par la guerre et les routes interurbaines sont lisses. Sur les routes sont alors ajoutées des pavés, tout simplement parce qu'il s'agit du matériau le moins cher à l'époque. Après la Seconde Guerre mondiale, la Belgique se remet de la désolation et les provinces commencent le bitumage des routes.

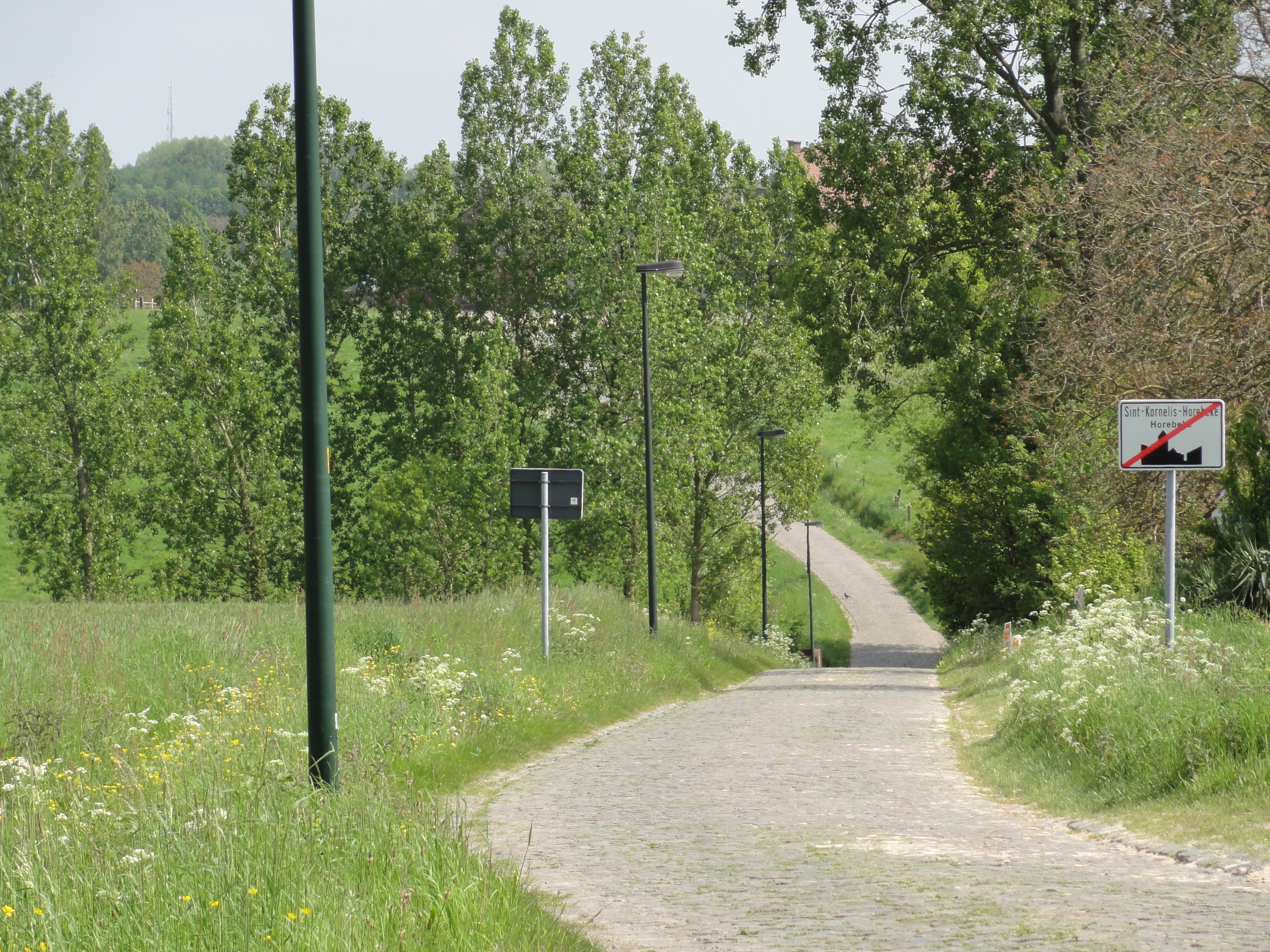
Secteur pavé à Hoorebeke-Saint-Corneille.

Lorsque certains des monts emblématiques se retrouvent également asphaltés, les fans de cyclisme et les organisateurs se montrent inquiets par la disparition des pavés. L'organisateur Van Wijnendaele ne peut plus compter sur la plupart des routes traditionnelles, qui ne sont plus assez difficiles. Son équipe se met alors à la recherche d'allées et de sentiers sur les cartes et récupère des informations auprès des gens connaissant les routes locales. « C'était ça ou risquer de voir la course se terminer par un sprint massif, ce qui était la dernière chose que les organisateurs souhaitaient », rajoute Van Laere. La plupart des petites routes de campagne se trouvant dans les basses collines entre Renaix et Grammont, c'est naturellement que cette région est devenue le cœur de la course.
Au fil des années, le nombre de kilomètres de pavés diminue, mais le nombre de monts pavés augmente. La montée du Paterberg était non pavée jusqu'en 1986, lorsque son propriétaire, un fan de cyclisme décide de recouvrir la route de pavés parce qu'il voulait que la course passe devant sa maison. La côte est immédiatement incluse par les organisateurs de la course et devient rapidement un lieu incontournable du parcours.
Plusieurs des routes pavées restant en Flandre, y compris le Paterberg, sont maintenant des sites protégés et classés comme faisant partie du patrimoine culturel flamand.

### Météo

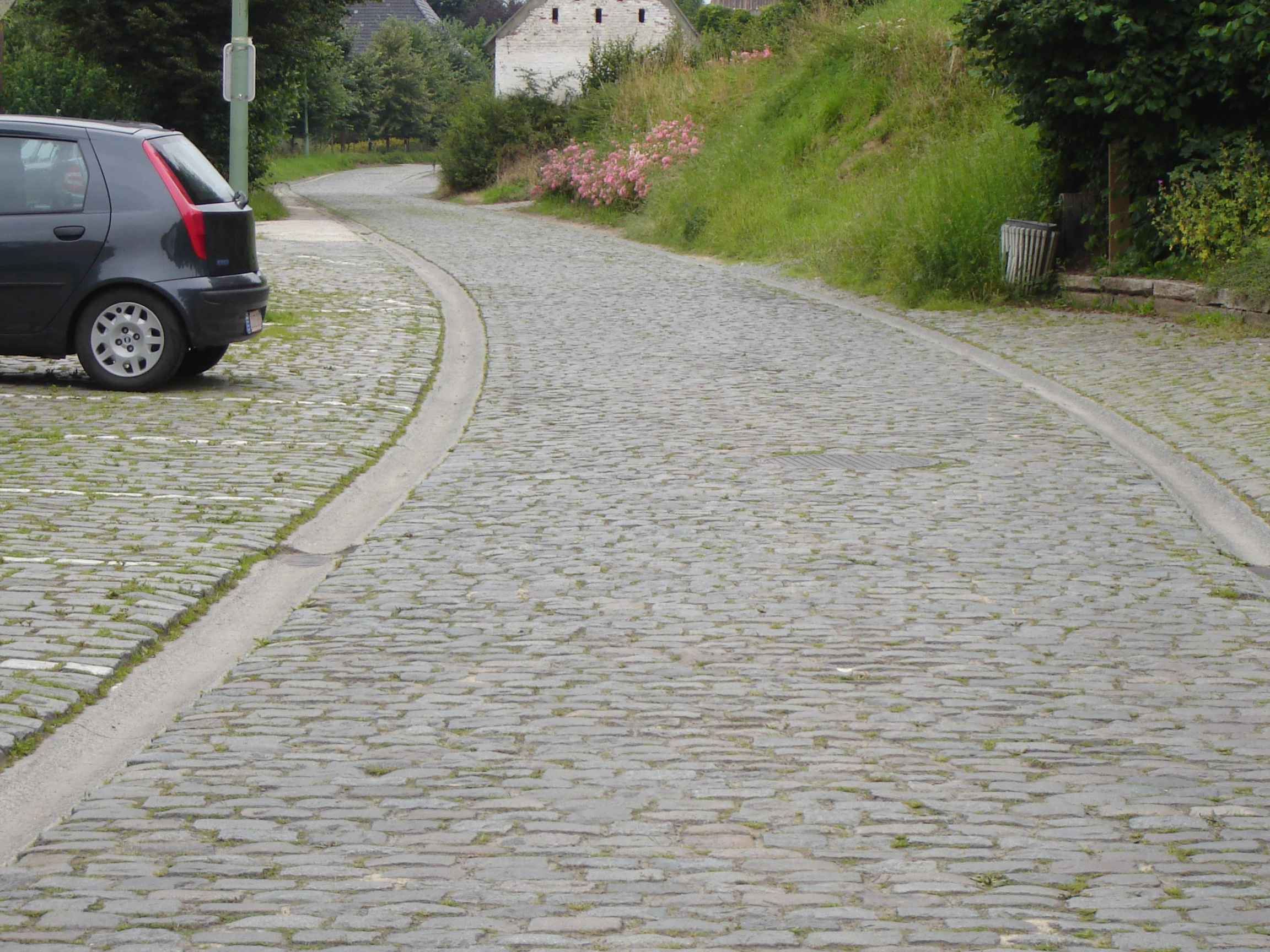
Le Paddestraat à Velzeke.

Comme avec la plupart des courses cyclistes, les conditions météorologiques ont une influence significative sur la nature de la course. Lors de mauvaises conditions météorologiques, la course devient souvent une compétition des plus exténuantes et le peloton est aminci dans les premières parties de l'épreuve. Dans les temps modernes, l'édition 1985 est frappée par un temps exceptionnellement orageux et ne voit que 24 coureurs à l'arrivée. Lorsque les conditions météorologiques sont bonnes, les équipes de favoris de la course peuvent contrôler la course plus facilement et plusieurs coureurs sont capables de garder le rythme. Comme le temps en avril est très imprévisible en Flandre, la course a été maintes fois affectée par des conditions météorologiques difficiles.
L'organisateur Karel Van Wijnendaele aimait le mauvais temps. Il voulait que le Tour des Flandres soit un symbole de la culture flamande et une métaphore du pays. En tant que journaliste, il idéalisait les protagonistes de la course, reprennant l'image du peuple flamand de l'époque : laborieux, des hommes luttant dans une bataille constante avec les éléments. Sa rhétorique, combiné à des conditions souvent difficiles, a contribué à l'image du Tour des Flandres comme une course de caractère où seul le plus entêté et le plus robuste physiquement peut gagner. Il déclarait ainsi :

« Tant mieux que le mauvais temps soit prévu pour le Tour des Flandres. C'est sous la pluie, le vent et la boue, qu'elle se porte le mieux. »

— L'organisateur de la course Karel van Wijnendaele, désireux de dramatiser la nature de la course.

## Style de coureurs

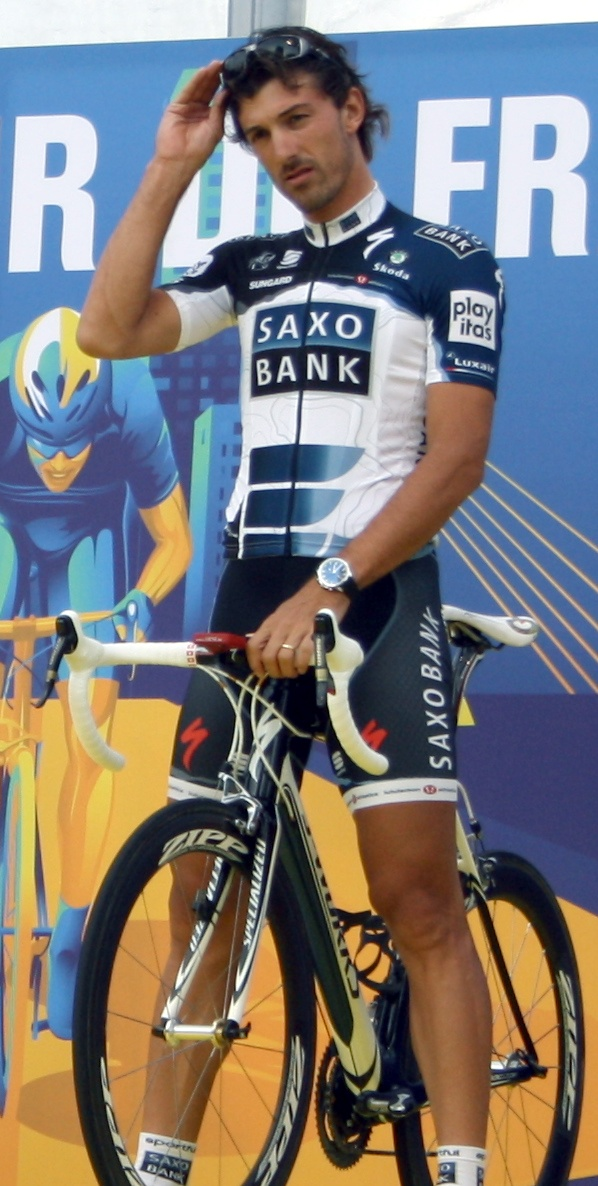
Le spécialiste du contre-la-montre Fabian Cancellara est également triple vainqueur du Tour des Flandres.

Depuis le début de l'épreuve, les spécialistes du Tour des Flandres sont surnommés les « Flandriens » ou les « Flahutes » - des termes français largement utilisés par la presse flamande. Les Flandriens sont des coureurs avec une endurance supérieure à la moyenne, capable de rouler à une vitesse soutenue toute la journée, sur de grandes distances et par tous les temps. Leurs exploits participent à placer les courses de vélo comme le premier sport en Flandre.
En raison de son parcours exigeant et de ses caractéristiques spécifiques, le Tour des Flandres favorise un certain type de cyclistes dans les temps modernes, connu sous le nom des spécialistes de classiques ou des spécialistes des classiques flandriennes. Les principaux favoris doivent posséder un large éventail de potentiel athlétique pour gagner. La nature violente des ascensions favorise les coureurs explosifs et puissants, mais la longueur de la course exige un très haut niveau de condition physique et de résistance.
Bien que la course ne se soit jamais terminée par un sprint massif, les sprinteurs sont capables de s'imposer, surtout ceux adeptes des classiques, comme Tom Boonen ou Alexander Kristoff. Le spécialiste du contre-la-montre Fabian Cancellara, surnommé Spartacus, a également ciblé avec succès les classiques pavées, utilisant ainsi sa capacité à maintenir un rythme très élevé comme une arme sur les dernières ascensions et sur la section plate jusqu'à l'arrivée. Cancellara s'est imposé en solitaire lors de deux de ses trois victoires.
De nombreux vainqueurs récents des classiques pavées partagent les mêmes caractéristiques physiques. Les coureurs Johan Museeuw (186 cm et 79 kg), Tom Boonen (192 cm et 82 kg) et Fabian Cancellara (186 cm et 81 kg), totalisent neuf victoires combinées. Ils sont tous des coureurs puissants et sont parmi les coureurs les « plus lourds » du peloton. Le vainqueur 2015, le Norvégien Alexander Kristoff est dans la même catégorie avec ses 181 cm et 78 kg.
Ces caractéristiques physiques ne sont cependant pas absolues. Le double vainqueur Peter Van Petegem (176 cm et 72 kg) et le vainqueur 2011 Nick Nuyens (177 cm et 68 kg) sont des coureurs sensiblement plus petits et légers.

## Éditions épiques

### 1919: la balade de Van Lerberghe
Avant le départ de l'édition 1919, Henri Van Lerberghe déclare sûr de lui au peloton qu'il allait lâcher tout le monde et s'imposer en solitaire. Van Lerberghe attaque alors qu'il reste encore 120 km à parcourir avec vent de face, dans ce qui ressemble à une attaque sans aucune chance de réussite. Au cours de son périple, il aperçoit un assistant avec un sac de nourriture prévu pour Marcel Buysse, puis le convainc de l'abandon de Buysse pour récupérer la nourriture. Plus tard, il doit poser pied à terre car un train est arrêté à un passage à niveau. Van Lerberghe n'attend pas le départ du train et décide d'entrer d'un côté dans un wagon avec son vélo pour sortir de l'autre côté. Juste avant d'entrer dans le vélodrome pour l'arrivée, Van Lerberghe s'arrête dans un bar pour prendre quelques bières. Son manager, paniqué qu'il manque une chance de victoire, se met à sa recherche et le fait revenir sur son vélo. Il atteint la ligne d'arrivée avec une marge de 14 minutes, la plus grande marge dans l'histoire du Tour des Flandres. Après avoir franchi la ligne et fait son tour d'honneur, Van Lerberghe déclare dans la foule et, en toute sincérité : « Rentrez chez vous ; J'ai une demi-journée d'avance sur le peloton »,.

### 1939: l'entraînement de Karel Kaers
Karel Kaers, le plus jeune champion du monde sur route de l'histoire, a également remporté le Tour des Flandres en 1939, sans le vouloir. Pour lui, la course devait être un entraînement pour Paris-Roubaix. Il conduit sa voiture à Kwaremont près de Kluisbergen, la gare, puis roule 40 km pour rejoindre le départ à Gand. Son plan était de prendre le départ de la course avec son partenaire d'entraînement habituel, d'arrêter la course une fois arrivé à sa voiture, puis de rentrer à la maison. Sachant qu'il n'allait pas courir toute la course, Kaers s'échappe du peloton — pour s'entraîner seul — et atteint Kwaremont avec une minute d'avance. Mais sa voiture n'étant plus là, il poursuit la course et remporte l'épreuve. Son manager avait garé sa voiture plus loin pour forcer Kaers à poursuivre.

### 1944: un chanceux Van Steenbergen
Quand Rik Van Steenbergen passe professionnel, il ne peut pas participer à des courses comme le Tour des Flandres. À l'époque, on dénombre trois catégories de coureurs : les coureurs sur route en catégorie A, en catégorie B et les coureurs sur piste. Il s'inscrit à la fédération dans la dernière catégorie. Dans un premier temps, on lui refuse de participer au championnat national sur route. Mais Jean van Buggenhout, le manager, le reclasse le mercredi avant la course. Il remporte le titre national le 8 août 1943 et devient un coureur de « catégorie A ». Il peut alors participer au Tour des Flandres le 2 avril 1944. Van Steenbergen fait partie de l'échappée qui se joue la victoire, lorsque plusieurs coureurs tombent sur la piste du vélodrome à Gand. Il évite la chute et l'emporte au sprint devant Albéric Schotte. Il devient à 19 ans et 7 mois l'un des plus jeunes vainqueurs de classiques de l'histoire. L'année suivante, il décide de ne pas défendre son titre, l'organisateur Van Wijnendaele se sent offensé. Si Van Steenbergen était passé professionnel, c'était pour gagner sa vie. Il racontera après sa carrière : « Je pouvais probablement gagner plus d'argent ailleurs. Le Tour des Flandres n'avait pas l'attraction d'aujourd'hui, et surtout pas à l'échelle internationale. »

### 1951: le festival de Magni
Fiorenzo Magni, un des rares coureurs italiens à participer aux classiques belges, a remporté tant de prix intermédiaires au cours de son échappée victorieuse en 1950 qu'il aurait pu acheter une maison avec ses gains. En 1951, il est l'un des neuf coureurs à s'échapper du peloton à Ingelmunster. Il les lâche un par un jusqu'à ce qu'il se retrouve seul à Strijpen, au même endroit où il a placé son attaque victorieuse l'année précédente. Il parcourt les 75 derniers kilomètres seul et remporte le Tour des Flandres pour la troisième année consécutive. Magni s'impose avec plus de cinq minutes d'avance devant quatre étrangers.

### 1961: Simpson vs Defilippis
Le vent souffle tellement fort en 1961 que la bannière indiquant la ligne d'arrivée s'envole. Le coureur britannique Tom Simpson se retrouve en face à face avec le champion italien, mieux connu, Nino Defilippis. Simpson, réputé moins rapide au sprint, accélère alors qu'il reste encore un kilomètre à parcourir. Parti de trop loin, il voit Defilippis passer devant lui sans difficulté. Simpson lutte pour rester au contact et repasse devant lorsque l'Italien se met en roue libre juste avant l'arrivée. Defilippis affirme qu'il ne savait pas où était l'arrivée car la bannière avait été soufflée par le vent, mais les deux coureurs avaient déjà parcourus deux tours du circuit final précédemment. Pour la même raison, la réclamation des Italiens n'aboutit pas. Defilippis demande alors à Simpson d'accepter une victoire ex æquo, arguant qu'aucun italien n'avait remporté une classique depuis 1953. Ce à quoi Simpson répond : « qu'aucun Anglais n'en avait gagné une depuis 1896 ! ».

### 1969: le panache de Merckx
En 1969, Eddy Merckx domine le monde du cyclisme, aussi bien sur les classiques que les courses par étapes, mais n'a toujours pas gagné le Tour des Flandres en trois participations. Il doit faire face à la frustration et le ressentiment des autres coureurs qui en ont marre de le voir gagner tant de courses. Lors du Tour des Flandres, il attaque tôt et la moitié du peloton ne le revit jamais. L'autre moitié se réduit après chaque accélération, jusqu'à ce qu'il se retrouve avec cinq Italiens. Sous la pluie, il s'échappe à 70 km de l'arrivée alors qu'il reste tous les monts à gravir. « C'est de la pure folie Eddy, jamais tu n'iras au bout » lui crie son directeur sportif Guillaume Driessens. La chasse est furieuse, mais inefficace et Merckx franchit la ligne d'arrivée avec plus de cinq minutes d'avance sur Felice Gimondi et huit sur Marino Basso. Il attendra encore six ans avant de la remporter à nouveau.

### 1985: Vanderaerden dans le chaos
Le mauvais temps a souvent frappé la course. En 1985, un orage éclate dans la deuxième moitié de la course. Le temps est si mauvais que seulement 24 coureurs sont à l'arrivée. L'historien de la course, Rik Vanwalleghem, raconte : « C'était un Ronde légendaire, un de ceux qui écrivent le mot Sport avec un grand S. Il faisait froid comme en Sibérie toute la journée et la pluie tombait par torrents. Sur les 173 partants seulement 24 sont comptés à l'arrivée. Dans ce contexte apocalyptique, Eric Vanderaerden est rentré à l'avant après avoir semblé battu et il a roulé 20 km en tête de la course en solitaire. Impressionnant. ». Vanderaerden, victime d'une crevaison à deux kilomètres du pied du Koppenberg, profite des intempéries et du froid pour remonter tout le peloton, sans quoi il n'aurait pu jouer la gagne. Il déclare à l'arrivée : « Le Tour des Flandres ne serait pas le Tour des Flandres sans ces intempéries typiques. Elles colorent les performances, accentuent les rapports de force entre les coureurs. ».

### 1987: les malheurs de Skibby
Le danger lié aux monts étroits et mal pavés du Tour des Flandres a toujours existé. Mais, on est proche d'une tragédie lorsque lors de l'édition 1987 le coureur danois, Jesper Skibby, est heurté par la voiture d'un commissaire, qui le fait tomber sur une bordure, toujours sanglé dans ses pédales. La voiture de l'officiel essaye alors de le doubler, mais roule sur la roue arrière de Skibby, manquant de peu sa jambe,. La montée du Koppenberg est alors jugée trop dangereuse et elle est supprimée du parcours jusqu'à ce que son revêtement soit amélioré en 2002. L'officiel de la course continue jusqu'à l'arrivée, où il est accueilli par les spectateurs en colère qui lui jette de la boue et des pierres sur sa voiture. L'incident éclipse la victoire de Claude Criquielion, qui reste le premier et seul vainqueur belge de langue française du Tour des Flandres, jusqu'à la victoire de Philippe Gilbert en 2017.

## Citations
- « Il n'y a que ceux qui sont au top de leur condition qui peuvent dire que cette course n'est pas difficile. Pour tous les autres, c'est un vrai chemin de croix » – Andrea Tafi[117].
- « Ce n'est plus du cyclisme, mais du cirque, une barbarie ! », « Aussi longtemps que le Koppenberg figurera au parcours du Ronde, vous ne me verrez pas prendre le départ de cette épreuve. » – Bernard Hinault[118]
- « En tant que belge, remporter les Flandres pour la première fois est beaucoup plus important que de porter le maillot jaune dans le Tour. » – Johan Museeuw[119]
- « En regardant en arrière, vous êtes un peu nostalgique, mais d'un point de vue concurrentiel, les Flandres étaient l'une des courses les plus horribles à courir, mais l'une des plus grandes courses à gagner. » – Sean Kelly[120]
- « Beaucoup de grands noms du cyclisme flamand vivent sur le long du parcours. Cette proximité n'existe pas dans tout autre pays. Voilà ce qui donne notre identité. » – Nico Mattan[121]

## Palmarès et records

### Palmarès

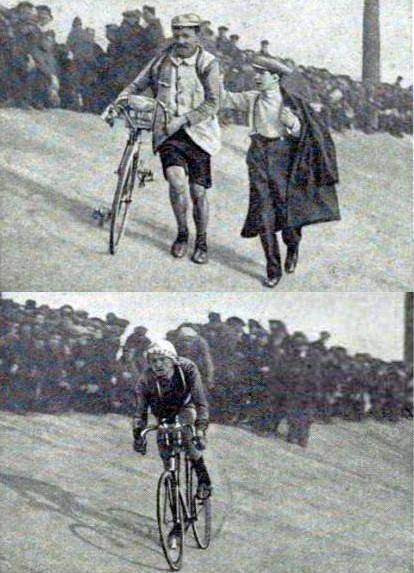
Arrivée du Tour des Flandres 1919, en haut premier Henri Van Lerberghe, en bas deuxième Lucien Buysse.

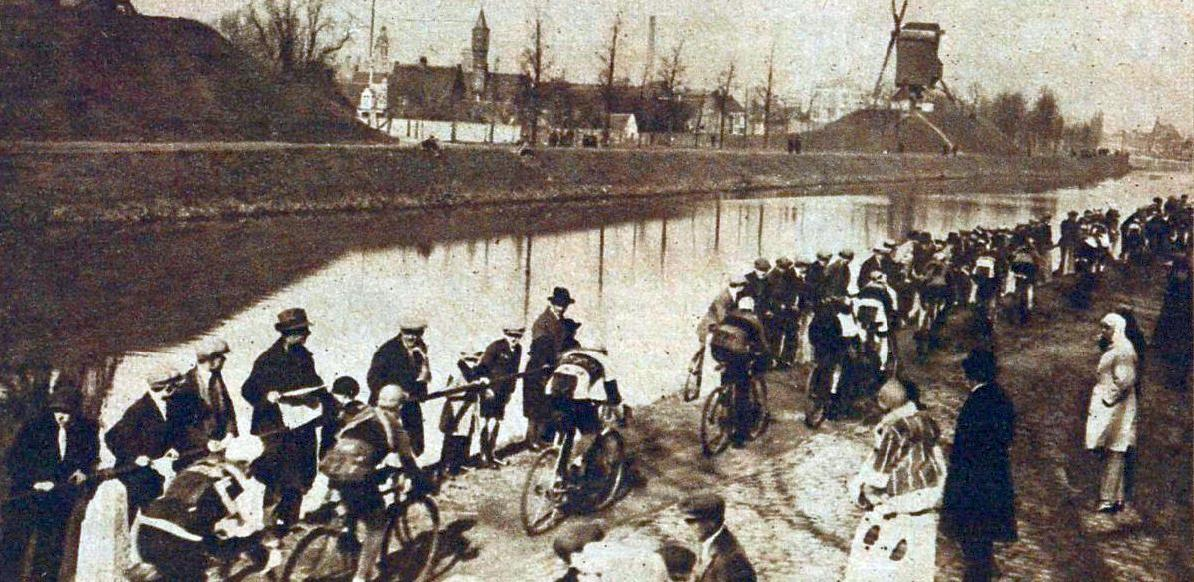
Le Tour des Flandres 1929 emprunte le bord du canal reliant Bruges à Ostende.

| Année     | Vainqueur                                          | Deuxième                                           | Troisième                                          |
| --------- | -------------------------------------------------- | -------------------------------------------------- | -------------------------------------------------- |
| 1913      | Paul Deman                                         | Joseph Van Daele                                   | Victor Doms                                        |
| 1914      | Marcel Buysse                                      | Henri Van Lerberghe                                | Pierre Van De Velde                                |
| 1915-1918 | Non disputé à cause de la Première Guerre mondiale | Non disputé à cause de la Première Guerre mondiale | Non disputé à cause de la Première Guerre mondiale |
| 1919      | Henri Van Lerberghe                                | Lucien Buysse                                      | Jules Van Hevel                                    |
| 1920      | Jules Van Hevel                                    | Albert Dejonghe                                    | Alphonse Van Hecke                                 |
| 1921      | René Vermandel                                     | Jules Van Hevel                                    | Louis Buchta                                       |
| 1922      | Léon De Vos                                        | Jean Brunier                                       | Francis Pélissier                                  |
| 1923      | Henri Suter                                        | Charles Deruyter                                   | Albert Dejonghe                                    |
| 1924      | Gérard Debaets                                     | René Vermandel                                     | Félix Sellier                                      |
| 1925      | Julien Delbecque                                   | Joseph Pé                                          | Hector Martin                                      |
| 1926      | Denis Verschueren                                  | Gustave Van Slembrouck                             | Raymond Decorte                                    |
| 1927      | Gérard Debaets                                     | Gustave Van Slembrouck                             | Maurice De Waele                                   |
| 1928      | Jan Mertens                                        | August Mortelmans                                  | Louis Delannoy                                     |
| 1929      | Joseph Dervaes                                     | Georges Ronsse                                     | Alfred Hamerlinck                                  |
| 1930      | Frans Bonduel                                      | Aimé Dossche                                       | Émile Joly                                         |
| 1931      | Romain Gijssels                                    | Cesar Bogaert                                      | Jean Aerts                                         |
| 1932      | Romain Gijssels                                    | Alfons Deloor                                      | Alfred Hamerlinck                                  |
| 1933      | Alfons Schepers                                    | Léon Tommies                                       | Romain Gijssels                                    |
| 1934      | Gaston Rebry                                       | Alfons Schepers                                    | Félicien Vervaecke                                 |
| 1935      | Louis Duerloo                                      | Éloi Meulenberg                                    | Corneille Leemans                                  |
| 1936      | Louis Hardiquest                                   | Edgard De Caluwé                                   | François Neuville                                  |
| 1937      | Michel D'Hooghe                                    | Hubert Deltour                                     | Louis Hardiquest                                   |
| 1938      | Edgard De Caluwé                                   | Sylvère Maes                                       | Marcel Kint                                        |
| 1939      | Karel Kaers                                        | Romain Maes                                        | Edward Vissers                                     |
| 1940      | Achiel Buysse                                      | Georges Christiaens                                | Briek Schotte                                      |
| 1941      | Achiel Buysse                                      | Gustaaf Van Overloop                               | Odiel Van Den Meerschaut                           |
| 1942      | Briek Schotte                                      | Georges Claes                                      | Robert Van Eenaeme                                 |
| 1943      | Achiel Buysse                                      | Albert Sercu                                       | Camille Beeckmann                                  |
| 1944      | Rik Van Steenbergen                                | Briek Schotte                                      | Joseph Moerenhout                                  |
| 1945      | Sylvain Grysolle                                   | Albert Sercu                                       | Joseph Moerenhout                                  |
| 1946      | Rik Van Steenbergen                                | Louis Thiétard                                     | Briek Schotte                                      |
| 1947      | Emiel Faignaert                                    | Roger Desmet                                       | Henri Renders                                      |
| 1948      | Briek Schotte                                      | Albert Ramon                                       | Marcel Rijckaert                                   |
| 1949      | Fiorenzo Magni                                     | Valère Ollivier                                    | Briek Schotte                                      |
| 1950      | Fiorenzo Magni                                     | Briek Schotte                                      | Louis Caput                                        |
| 1951      | Fiorenzo Magni                                     | Bernard Gauthier                                   | Attilio Redolfi                                    |
| 1952      | Roger Decock                                       | Loretto Petrucci                                   | Briek Schotte                                      |
| 1953      | Wim van Est                                        | Désiré Keteleer                                    | Bernard Gauthier                                   |
| 1954      | Raymond Impanis                                    | François Mahé                                      | Alfons Van Den Brande                              |
| 1955      | Louison Bobet                                      | Hugo Koblet                                        | Rik Van Steenbergen                                |
| 1956      | Jean Forestier                                     | Constant Ockers                                    | Leon Van Daele                                     |
| 1957      | Fred De Bruyne                                     | Jozef Planckaert                                   | Norbert Kerckhove                                  |
| 1958      | Germain Derycke                                    | Willy Truye                                        | Angelo Conterno                                    |
| 1959      | Rik Van Looy                                       | Frans Schoubben                                    | Gilbert Desmet                                     |
| 1960      | Arthur Decabooter                                  | Jean Graczyk                                       | Rik Van Looy                                       |
| 1961      | Tom Simpson                                        | Nino Defilippis                                    | Jo de Haan                                         |
| 1962      | Rik Van Looy                                       | Michel Van Aerde                                   | Norbert Kerckhove                                  |
| 1963      | Noël Foré                                          | Frans Melckenbeeck                                 | Tom Simpson                                        |
| 1964      | Rudi Altig                                         | Benoni Beheyt                                      | Jo de Roo                                          |
| 1965      | Jo de Roo                                          | Edward Sels                                        | Georges Van Coningsloo                             |
| 1966      | Edward Sels                                        | Adriano Durante                                    | Georges Vandenberghe                               |
| 1967      | Dino Zandegù                                       | Noël Foré                                          | Eddy Merckx                                        |
| 1968      | Walter Godefroot                                   | Rudi Altig                                         | Jan Janssen                                        |
| 1969      | Eddy Merckx                                        | Felice Gimondi                                     | Marino Basso                                       |
| 1970      | Eric Leman                                         | Walter Godefroot                                   | Eddy Merckx                                        |
| 1971      | Evert Dolman                                       | Frans Kerremans                                    | Cyrille Guimard                                    |
| 1972      | Eric Leman                                         | André Dierickx                                     | Frans Verbeeck                                     |
| 1973      | Eric Leman                                         | Freddy Maertens                                    | Eddy Merckx                                        |
| 1974      | Cees Bal                                           | Frans Verbeeck                                     | Eddy Merckx                                        |
| 1975      | Eddy Merckx                                        | Frans Verbeeck                                     | Marc Demeyer                                       |
| 1976      | Walter Planckaert                                  | Francesco Moser                                    | Marc Demeyer                                       |
| 1977      | Roger De Vlaeminck                                 | Walter Godefroot                                   | Jan Raas                                           |
| 1978      | Walter Godefroot                                   | Michel Pollentier                                  | Gregor Braun                                       |
| 1979      | Jan Raas                                           | Marc Demeyer                                       | Daniel Willems                                     |
| 1980      | Michel Pollentier                                  | Francesco Moser                                    | Jan Raas                                           |
| 1981      | Hennie Kuiper                                      | Frits Pirard                                       | Jan Raas                                           |
| 1982      | René Martens                                       | Eddy Planckaert                                    | Rudy Pevenage                                      |
| 1983      | Jan Raas                                           | Ludo Peeters                                       | Marc Sergeant                                      |
| 1984      | Johan Lammerts                                     | Sean Kelly                                         | Jean-Luc Vandenbroucke                             |
| 1985      | Eric Vanderaerden                                  | Phil Anderson                                      | Hennie Kuiper                                      |
| 1986      | Adrie van der Poel                                 | Sean Kelly                                         | Jean-Philippe Vandenbrande                         |
| 1987      | Claude Criquielion                                 | Sean Kelly                                         | Eric Vanderaerden                                  |
| 1988      | Eddy Planckaert                                    | Phil Anderson                                      | Adrie van der Poel                                 |
| 1989      | Edwig Van Hooydonck                                | Herman Frison                                      | Dag Otto Lauritzen                                 |
| 1990      | Moreno Argentin                                    | Rudy Dhaenens                                      | John Talen                                         |
| 1991      | Edwig Van Hooydonck                                | Johan Museeuw                                      | Rolf Sørensen                                      |
| 1992      | Jacky Durand                                       | Thomas Wegmüller                                   | Edwig Van Hooydonck                                |
| 1993      | Johan Museeuw                                      | Frans Maassen                                      | Dario Bottaro                                      |
| 1994      | Gianni Bugno                                       | Johan Museeuw                                      | Andreï Tchmil                                      |
| 1995      | Johan Museeuw                                      | Fabio Baldato                                      | Andreï Tchmil                                      |
| 1996      | Michele Bartoli                                    | Fabio Baldato                                      | Johan Museeuw                                      |
| 1997      | Rolf Sørensen                                      | Frédéric Moncassin                                 | Franco Ballerini                                   |
| 1998      | Johan Museeuw                                      | Stefano Zanini                                     | Andreï Tchmil                                      |
| 1999      | Peter Van Petegem                                  | Frank Vandenbroucke                                | Johan Museeuw                                      |
| 2000      | Andreï Tchmil                                      | Dario Pieri                                        | Romāns Vainšteins                                  |
| 2001      | Gianluca Bortolami                                 | Erik Dekker                                        | Denis Zanette                                      |
| 2002      | Andrea Tafi                                        | Johan Museeuw                                      | Peter Van Petegem                                  |
| 2003      | Peter Van Petegem                                  | Frank Vandenbroucke                                | Stuart O'Grady                                     |
| 2004      | Steffen Wesemann                                   | Leif Hoste                                         | Dave Bruylandts                                    |
| 2005      | Tom Boonen                                         | Andreas Klier                                      | Peter Van Petegem                                  |
| 2006      | Tom Boonen                                         | Leif Hoste                                         | Non attribué                                       |
| 2007      | Alessandro Ballan                                  | Leif Hoste                                         | Luca Paolini                                       |
| 2008      | Stijn Devolder                                     | Nick Nuyens                                        | Juan Antonio Flecha                                |
| 2009      | Stijn Devolder                                     | Heinrich Haussler                                  | Philippe Gilbert                                   |
| 2010      | Fabian Cancellara                                  | Tom Boonen                                         | Philippe Gilbert                                   |
| 2011      | Nick Nuyens                                        | Sylvain Chavanel                                   | Fabian Cancellara                                  |
| 2012      | Tom Boonen                                         | Filippo Pozzato                                    | Alessandro Ballan                                  |
| 2013      | Fabian Cancellara                                  | Peter Sagan                                        | Jürgen Roelandts                                   |
| 2014      | Fabian Cancellara                                  | Greg Van Avermaet                                  | Sep Vanmarcke                                      |
| 2015      | Alexander Kristoff                                 | Niki Terpstra                                      | Greg Van Avermaet                                  |
| 2016      | Peter Sagan                                        | Fabian Cancellara                                  | Sep Vanmarcke                                      |
| 2017      | Philippe Gilbert                                   | Greg Van Avermaet                                  | Niki Terpstra                                      |
| 2018      | Niki Terpstra                                      | Mads Pedersen                                      | Philippe Gilbert                                   |
| 2019      | Alberto Bettiol                                    | Kasper Asgreen                                     | Alexander Kristoff                                 |
| 2020      | Mathieu van der Poel                               | Wout van Aert                                      | Alexander Kristoff                                 |
| 2021      | Kasper Asgreen                                     | Mathieu van der Poel                               | Greg Van Avermaet                                  |
| 2022      | Mathieu van der Poel                               | Dylan van Baarle                                   | Valentin Madouas                                   |
| 2023      | Tadej Pogačar                                      | Mathieu van der Poel                               | Mads Pedersen                                      |
| 2024      | Mathieu van der Poel                               | Luca Mozzato                                       | Nils Politt                                        |
| 2025      | Tadej Pogačar                                      | Mads Pedersen                                      | Mathieu van der Poel                               |

### Victoires par pays
| # | Pays        | Victoires |
| - | ----------- | --------- |
| 1 | Belgique    | 69        |
| 2 | Pays-Bas    | 13        |
| 3 | Italie      | 11        |
| 4 | Suisse      | 4         |
| 5 | France      | 3         |
| 6 | Allemagne   | 2         |
| 6 | Danemark    | 2         |
| 6 | Slovénie    | 2         |
| 9 | Norvège     | 1         |
| 9 | Royaume-Uni | 1         |
| 9 | Slovaquie   | 1         |

| Victoires | Coureur              | Nationalité | Années             |
| --------- | -------------------- | ----------- | ------------------ |
| 3         | Achiel Buysse        | Belgique    | 1940, 1941 et 1943 |
| 3         | Fiorenzo Magni       | Italie      | 1949, 1950 et 1951 |
| 3         | Eric Leman           | Belgique    | 1970, 1972 et 1973 |
| 3         | Johan Museeuw        | Belgique    | 1993, 1995 et 1998 |
| 3         | Tom Boonen           | Belgique    | 2005, 2006 et 2012 |
| 3         | Fabian Cancellara    | Suisse      | 2010, 2013 et 2014 |
| 3         | Mathieu van der Poel | Pays-Bas    | 2020, 2022 et 2024 |
| 2         | Gerard Debaets       | Belgique    | 1924 et 1927       |
| 2         | Romain Gijssels      | Belgique    | 1931 et 1932       |
| 2         | Briek Schotte        | Belgique    | 1942 et 1948       |
| 2         | Rik Van Steenbergen  | Belgique    | 1944 et 1946       |
| 2         | Rik Van Looy         | Belgique    | 1959 et 1962       |
| 2         | Walter Godefroot     | Belgique    | 1968 et 1978       |
| 2         | Eddy Merckx          | Belgique    | 1969 et 1975       |
| 2         | Jan Raas             | Pays-Bas    | 1979 et 1983       |
| 2         | Edwig Van Hooydonck  | Belgique    | 1989 et 1991       |
| 2         | Peter Van Petegem    | Belgique    | 1999 et 2003       |
| 2         | Stijn Devolder       | Belgique    | 2008 et 2009       |
| 2         | Tadej Pogačar        | Slovénie    | 2023 et 2025       |

| Coureur               | Pays     | Année |
| --------------------- | -------- | ----- |
| Henri Suter           | Suisse   | 1923  |
| Romain Gijssels       | Belgique | 1932  |
| Gaston Rebry          | Belgique | 1934  |
| Raymond Impanis       | Belgique | 1954  |
| Fred De Bruyne        | Belgique | 1957  |
| Rik Van Looy          | Belgique | 1962  |
| Roger De Vlaeminck    | Belgique | 1977  |
| Peter van Petegem     | Belgique | 2003  |
| Tom Boonen            | Belgique | 2005  |
| Fabian Cancellara     | Suisse   | 2010  |
| Tom Boonen (2)        | Belgique | 2012  |
| Fabian Cancellara (2) | Suisse   | 2013  |
| Mathieu van der Poel  | Pays-Bas | 2024  |

### Records et statistiques
- La plus longue édition s'est déroulée en 1913, sur 324 km. C'est Paul Deman qui l'emporte, en 12 heures et 3 minutes.
- La plus courte édition s'est déroulée en 1941, pendant la Seconde Guerre mondiale, sur 198 km. C'est Achiel Buysse qui s'impose.
- L'édition la plus lente s'est déroulée en 1923 : 26,233 km/h pour le vainqueur suisse Henri Suter.
- L'édition la plus rapide a eu lieu en 2025 : 44,981 km/h, pour le vainqueur slovène Tadej Pogačar.
- Le plus jeune vainqueur est le Belge Rik Van Steenbergen âgé de 19 ans lors de sa victoire en 1944.
- Le vainqueur le plus âgé est le Belge Andreï Tchmil âgé de 37 ans en 2000.
- Les Belges Briek Schotte (deux fois premier, deux fois deuxième, quatre fois troisième) et Johan Museeuw (trois fois premier, trois fois deuxième, deux fois troisième), ont le record des podiums obtenus. Ils ont terminé 8 fois dans les 3 premières places.
- Le record de participations est détenu par le Belge Briek Schotte, qui a participé 20 fois consécutivement de 1940 à 1959, pour 16 arrivées. L'Américain George Hincapie détient le record du nombre d'éditions terminées, 17 courses en 17 participations.
- Sept hommes se partagent le record de victoires, avec trois succès chacun : Achiel Buysse en 1940, 1941 et 1943, l'Italien Fiorenzo Magni en 1949, 1950, 1951, Eric Leman en 1970, 1972 et 1973, Johan Museeuw en 1993, 1995 et 1998, Tom Boonen 2005, 2006 et 2012, le Suisse Fabian Cancellara en 2010, 2013 et 2014 et Mathieu van der Poel en 2020, 2022 et 2024.
- La nation avec le plus de victoires est la Belgique (68).
- Sept coureurs ont remporté la course deux années d'affilée : Romain Gijssels, Achiel Buysse, Fiorenzo Magni, Eric Leman, Tom Boonen, Stijn Devolder et Fabian Cancellara.
- Un seul coureur (Fiorenzo Magni) l'a remportée trois fois consécutivement.
- Sean Kelly et Leif Hoste ont le record de deuxièmes places sans n'avoir jamais gagné le Tour des Flandres (3).
- Sept coureurs ont remporté la course avec le maillot arc-en-ciel de champion du monde : Louison Bobet en 1955, Rik van Looy en 1962, Eddy Merckx en 1975, Tom Boonen en 2006, Peter Sagan en 2016,  Mathieu van der Poel en 2024 et Tadej Pogačar en 2025.
- La plus petite marge entre le gagnant et le deuxième date de 1994, lorsque Gianni Bugno devance au sprint Johan Museeuw de 7 millimètres.
- La plus grande marge entre le gagnant et le deuxième date de 1919 (14 minutes entre Henri Van Lerberghe et Léon Buysse). Après guerre, l'écart le plus important date de 1969, lorsque Eddy Merckx devance d'une marge de 5 minutes 36 secondes le deuxième Felice Gimondi. En 1951, Fiorenzo Magni gagne avec 5 minutes et 35 secondes d'avance sur Bernard Gauthier.
- Deux coureurs ont gagné la même année le Tour des Flandres et le Tour de France, Louison Bobet en 1955 et Eddy Merckx en 1969. Avec Tadej Pogačar, ils sont les trois seuls coureurs à avoir remporté ces deux courses au cours de leur carrière.